# Argentinische Fußballnationalmannschaft/Weltmeisterschaften
Der Artikel beinhaltet eine ausführliche Darstellung der argentinischen Fußballnationalmannschaft bei Weltmeisterschaften:

## Überblick
Argentinien erreichte bisher 18-mal die WM-Endrunde und scheiterte bisher einmal in der Qualifikation. Dreimal wurde Argentinien Weltmeister.
| Jahr | Gastgeberland          | Teilnahme bis…     | Letzte Gegner                             | Ergebnis | Trainer             | Bemerkungen und Besonderheiten |
| ---- | ---------------------- | ------------------ | ----------------------------------------- | -------- | ------------------- | --- |
| 1930 | Uruguay                | Finale             | Uruguay                                   | 2. Platz | Francisco Olazar    | |
| 1934 | Italien                | Achtelfinale       | Schweden                                  | 9.       | Felipe Pascucci     | Die im K.-o.-System durchgeführte WM begann direkt mit dem Achtelfinale |
| 1938 | Frankreich             | zurückgezogen      | ---                                       | ---      | ---                 | In der Qualifikation vor den Spielen gegen Brasilien zurückgezogen |
| 1950 | Brasilien              | zurückgezogen      | ---                                       | ---      | ---                 | In der Qualifikation vor den Spielen gegen Bolivien und Chile zurückgezogen |
| 1954 | Schweiz                | keine Teilnahme    | ---                                       | ---      | ---                 | |
| 1958 | Schweden               | Vorrunde           | Deutschland, Nordirland, Tschechoslowakei | 13.      | Guillermo Stábile   | Erstes Spiel gegen Deutschland, höchste Niederlage (gegen die Tschechoslowakei) |
| 1962 | Chile                  | Vorrunde           | Bulgarien, England, Ungarn                | 10.      | Juan Carlos Lorenzo | |
| 1966 | England                | Viertelfinale      | England                                   | 5.       | Juan Carlos Lorenzo | |
| 1970 | Mexiko                 | nicht qualifiziert | ---                                       | ---      | ---                 | In der Qualifikation an Peru gescheitert |
| 1974 | Deutschland            | Zwischenrunde      | Brasilien, DDR, Niederlande               | 8.       | Vladislao Cap       | |
| 1978 | Argentinien            | Finale             | Niederlande                               | 1. Platz | César Luis Menotti  | 1. WM-Titel |
| 1982 | Spanien                | Zwischenrunde      | Brasilien, Italien                        | 11.      | César Luis Menotti  | Niederlage im Eröffnungsspiel Platzverweis für Maradona im Spiel gegen Brasilien |
| 1986 | Mexiko                 | Finale             | Deutschland                               | 1. Platz | Carlos Bilardo      | Hand Gottes |
| 1990 | Italien                | Finale             | Deutschland                               | 2. Platz | Carlos Bilardo      | Erneute Niederlage im Eröffnungsspiel |
| 1994 | USA                    | Achtelfinale       | Rumänien                                  | 10.      | Alfio Basile        | Letztes Spiel von Maradona (wegen Doping gesperrt) |
| 1998 | Frankreich             | Viertelfinale      | Niederlande                               | 6.       | Daniel Passarella   | |
| 2002 | Südkorea/Japan         | Vorrunde           | England, Nigeria, Schweden                | 18.      | Marcelo Bielsa      | |
| 2006 | Deutschland            | Viertelfinale      | Deutschland                               | 6.       | José Pekerman       | Einzige Niederlage im Elfmeterschießen |
| 2010 | Südafrika              | Viertelfinale      | Deutschland                               | 5.       | Diego Maradona      | Höchste Niederlage (0:4) gegen Deutschland |
| 2014 | Brasilien              | Finale             | Deutschland                               | 2. Platz | Alejandro Sabella   | 3. Finale gegen Deutschland, 0:1 in der Verlängerung |
| 2018 | Russland               | Achtelfinale       | Frankreich                                | 16.      | Jorge Sampaoli      | Erste WM-Niederlage gegen Frankreich (3:4). |
| 2022 | Katar                  | Finale             | Frankreich                                | 1. Platz | Lionel Scaloni      | Nach 13 ausgetragenen Spielen vorzeitig qualifiziert. Bei der Endrunde waren Mexiko, Polen und Saudi-Arabien die Gegner in der Gruppenphase, Australien im Achtel-, die Niederlande im Viertel- und Kroatien im Semifinale. |
| 2026 | Kanada, Mexiko und USA | qualifiziert       |                                           |          |                     | In der im September 2023 begonnenen Qualifikation treten wieder alle zehn CONMEBOL-Mitglieder in Hin- und Rückspielen gegeneinander an. Die sechs bestplatzierten Mannschaften qualifizieren sich direkt für die WM-Endrunde 2026. Der Siebtplatzierte nimmt als südamerikanischer Teilnehmer am WM-Play-off-Turnier im März 2026 teil. Argentinien konnte sich als erste südamerikanische Mannschaft qualifizieren. |

Statistik (Angaben inkl. 2022: 22 Weltmeisterschaften; Prozentangaben sind gerundet)

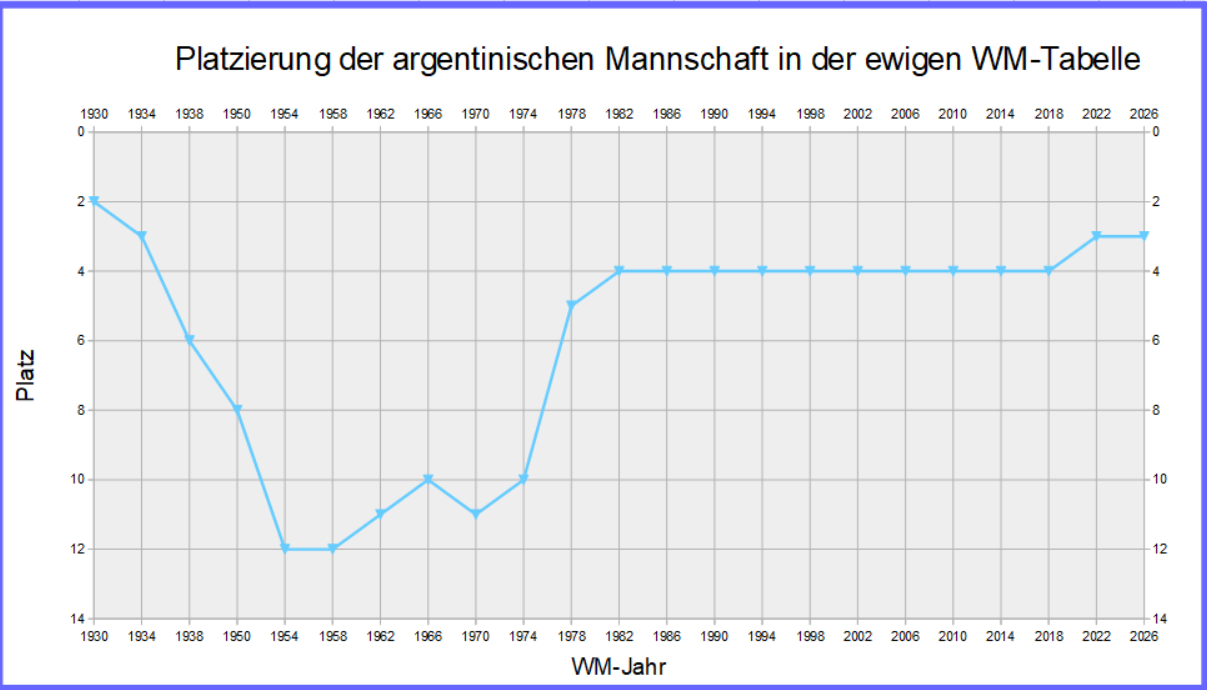
Platzierung der argentinischen Mannschaft in der ewigen WM-Tabelle

- Nicht qualifiziert: 1× (4,5 %; 1970)
- Teilnahmeverzicht: 3× (13,6 %; 1938, 1950, 1954)

- Sportliche Qualifikation (inkl. Teilnahme als Titelverteidiger): 15× (68,2 % bzw. bei 78,9 % der Versuche)
- Ohne Qualifikation teilgenommen (inkl. automatische Qualifikation als Gastgeber): 3× (13,6 %; 1930, 1934, 1978)
  - Vorrunde: 3× (13,6 %; 1958, 1962 und 2002)
  - Achtelfinale bzw. Erste Runde: 3× (13,6 %; 1934, 1998 und 2018)
  - Letzte Zwölf: 1× (4,5 %; 1982)
  - Letzte Acht, Viertelfinale bzw. Zwischenrunde: 5× (22,7 %; 1966, 1974, 1998, 2006 und 2010)
  - Finale: 6× (27,3 %; 1930, 1978, 1986, 1990 und 2014)
    - Weltmeister: 3× (10 %; 1978, 1986, 2022)

Häufigster letzter Gegner: Deutschland (5×, dabei nur einmal gewonnen)

### Weltmeisterschaft 1930

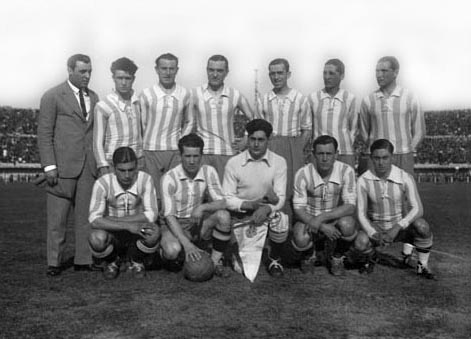
Die argentinische Mannschaft vor dem Spiel gegen Mexiko

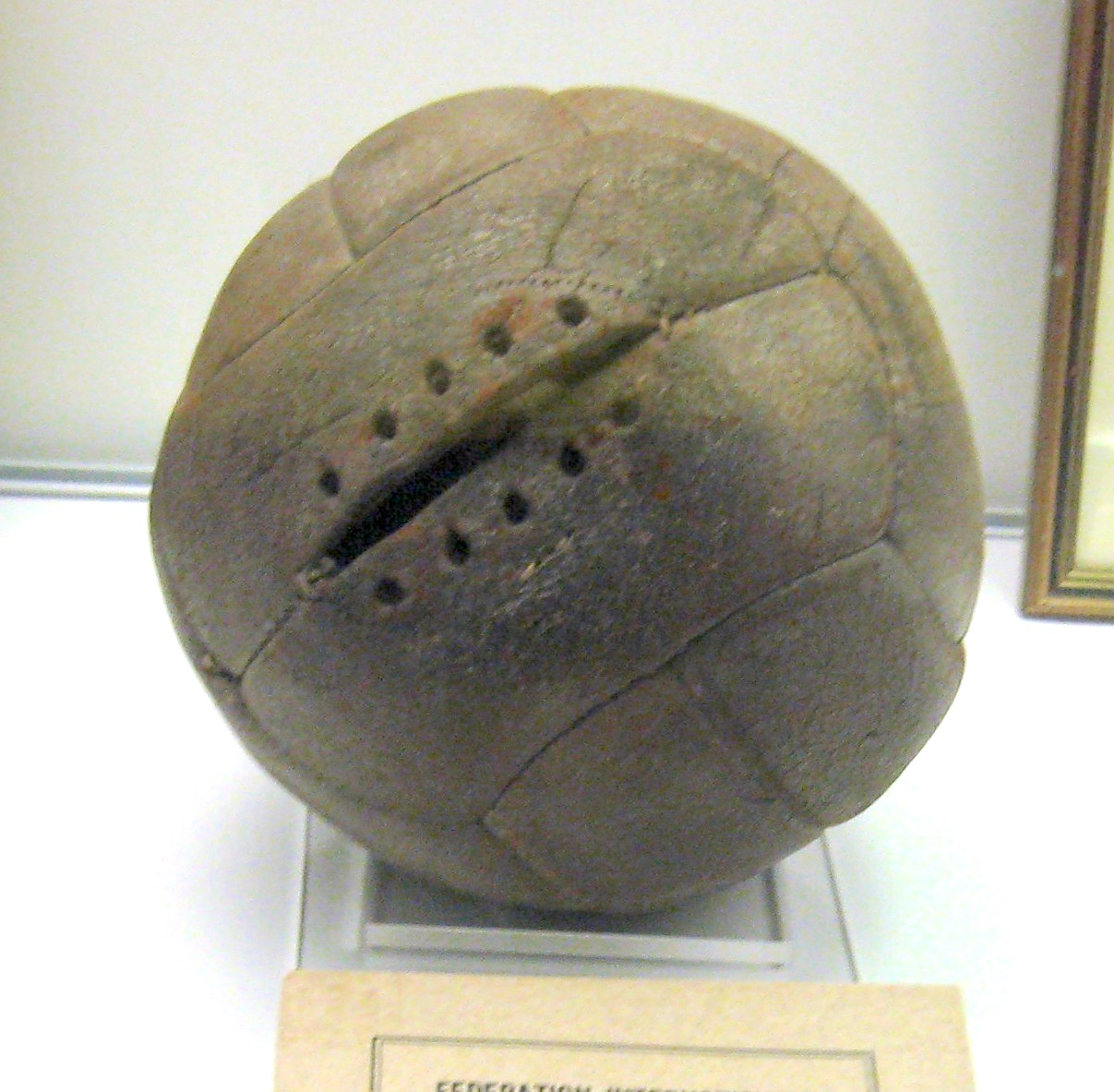
Der argentinische Ball des Finales

Bei der ersten Weltmeisterschaft im Nachbarland Uruguay, die auch auf Betreiben des Argentiniers Adrian Beccar Varela dort stattfand und für die sich Argentinien aufgrund der geringen Teilnehmerzahl nicht qualifizieren musste, erreichte Argentinien nach Vorrundensiegen gegen Chile, Mexiko und Frankreich sowie dem Halbfinalsieg gegen die USA das Finale gegen den Gastgeber Uruguay. Beide hatten sich zwei Jahre zuvor schon bei den Olympischen Spielen im Finale gegenübergestanden, das erst im Wiederholungsspiel von Uruguay gewonnen werden konnte, wohingegen Argentinien ein Jahr zuvor die Südamerikameisterschaft gewinnen konnte. Zum Finale waren zahlreiche Zuschauer mit dem Schiff aus Argentinien angereist. Der belgische Schiedsrichter John Langenus verlangte, dass die 60.000 Zuschauer auf Waffen kontrolliert wurden, woraufhin insgesamt 1600 Pistolen beschlagnahmt wurden. Da sich beide Mannschaften nicht darauf einigen konnten, mit welchem Ball gespielt werden sollte, entschied der Schiedsrichter, dass je eine Halbzeit lang mit dem argentinischen und uruguayischen Ball gespielt werden sollte. Argentinien ging in der ersten Halbzeit mit 2:1 in Führung, in der 2. Hälfte konnte der Nachbar das Spiel drehen und mit 4:2 erster Weltmeister werden. Für Argentinien blieb der Titel des Torschützenkönigs: Guillermo Stábile, 1958 WM-Trainer Argentiniens, hatte mit acht Toren die meisten Tore des Turniers erzielt. Im Finale spielten noch vier Spieler mit, die zwei Jahre zuvor bei den Olympischen Spielen die Silbermedaille gewannen: Juan Evaristo, Manuel Ferreira, Luis Monti und Fernando Paternóster.

### Weltmeisterschaft 1934
Bei der Weltmeisterschaft in Italien gehörte Argentinien neben Brasilien zu den einzigen südamerikanischen Mannschaften (vier Jahre zuvor hatten sieben Mannschaften aus Südamerika teilgenommen). Da Chile nicht zur Qualifikation antrat, waren keine Qualifikationsspiele notwendig. Argentinien reiste zwar als Südamerikameister von 1929 und Vizeweltmeister an, schickte jedoch, da von 2 konkurrierenden Verbänden lediglich der Amateurverband Mitglied der FIFA war, auch nur eine Amateurmannschaft zum Turnier. Die schlug sich als Außenseiter zunächst überraschend gut gegen Schweden, verlor aber am Ende dann doch knapp mit 2:3, der ersten Niederlage gegen eine europäische Mannschaft. Das Turnier war damit, bei der komplett im K.-o.-System durchgeführten WM, nach nur einem Spiel für Argentinien beendet. Es war das einzige Spiel der Argentinier unter Felipe Pascucci und erst 24 Jahre später sollte Argentinien wieder an einer WM teilnehmen.

### Weltmeisterschaften 1938, 1950 und 1954
Argentinien nahm an diesen drei Weltmeisterschaften nicht teil. 1938 hatte sich Argentinien um die Austragung beworben, unterlag aber bei der Abstimmung Frankreich, und zog dann ebenso wie 1950 die Mannschaft nach der Anmeldung zurück. 1954 erfolgte keine Anmeldung.

### Weltmeisterschaft 1958
Zur WM in Schweden reiste Argentinien als Südamerikameister an, wobei u. a. Brasilien mit 3:0 geschlagen wurde, und galt als einer der Favoriten. In der Qualifikation hatte sich die Mannschaft gegen Bolivien und Chile durchgesetzt, dabei aber in der Höhe von La Paz erstmals gegen Bolivien verloren. Aber Trainer Guillermo Stábile musste auf Antonio Angelillo, Rogelio Domínguez, Humberto Maschio und Omar Sívori verzichten, die nach dem Gewinn der Südamerikameisterschaft nach Europa gewechselt waren, weshalb der Verband sich weigerte, sie zu nominieren. Zudem hatte sich der Fußball in Europa gewandelt. Auf die Torflut vier Jahre zuvor bei der WM in der Schweiz hatten einige Trainer reagiert und das seitliche Grätschen nach dem Ball eingeführt. Im ersten Spiel traf Argentinien auf den amtierenden Weltmeister Deutschland, der mit dieser neuen Spielweise schon 1954 erfolgreich begonnen hatte. Die Argentinier mussten auf Anweisung des Schiedsrichters in gelben Trikots von IFK Malmö spielen, da ihre blau-weiß gestreiften Trikots den weißen der deutschen Mannschaft zu sehr ähnelten – zumindest bei der damaligen Qualität der Fernsehübertragung. Sie konnten zwar in der 3. Minute in Führung gehen, mussten aber noch vor der Pause zwei Tore durch den erst 21-jährigen Uwe Seeler und den WM-Helden Helmut Rahn hinnehmen. Als Rahn dann in der 2. Halbzeit das 3:1 gelang, war das Spiel entschieden. Im zweiten Spiel konnte Argentinien dann zwar mit 3:1 gegen Nordirland gewinnen, im abschließenden Spiel mussten die Argentinier aber mit einem 1:6 gegen die Tschechoslowakei ihre bis heute höchste Niederlage hinnehmen und schieden als Gruppenletzter aus. Bei der Ankunft auf dem Flughafen in Buenos Aires wurden die Spieler mit Münzen beworfen und als Vaterlandsverräter beleidigt.

### Weltmeisterschaft 1962
Da neben Gastgeber Chile und Titelverteidiger Brasilien, die automatisch qualifiziert waren, nur sieben südamerikanische Mannschaften für drei Plätze gemeldet hatten, wurden diese Plätze jeweils in Hin- und Rückspielen zwischen zwei Mannschaften ausgespielt und Paraguay musste gegen den Sieger der Nord- und Mittelamerika-Qualifikation antreten. Argentinien traf dabei auf Ecuador und gewann beide Spiele. Trainer Juan Lorenzo hatte erst zwei Monate vor der WM das Amt übernommen und überdauerte die WM nicht, denn auch 1962 war für Argentinien in der Vorrunde Schluss. Nach einem 1:0 gegen die erstmals teilnehmenden Bulgaren verlor Argentinien mit 1:3 gegen England, womit die argentinisch-englische Fußballrivalität begann. Durch das abschließende 0:0 gegen Ungarn reichte es für Argentinien auf Grund des erstmals geltenden schlechteren Torverhältnisses nur zu Platz 3. Auch für Gastgeber Chile war das Ausscheiden der argentinischen Mannschaft von Nachteil, da sie einen Zuschauerzustrom aus dem Nachbarland erwartet hatten, der dann ausblieb.

### Weltmeisterschaft 1966

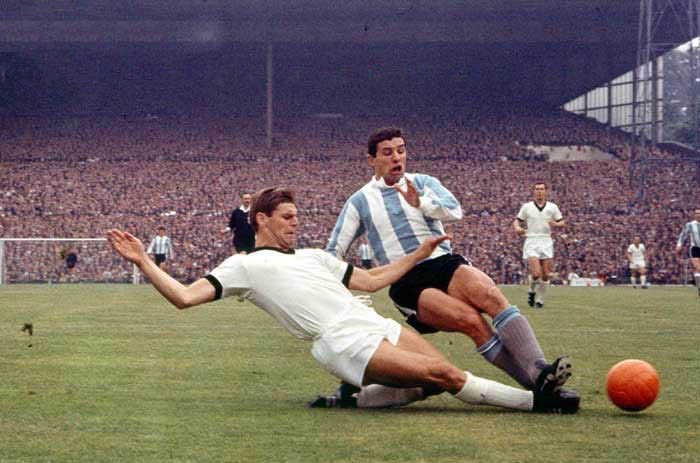
Spielszene aus dem Vorrundenspiel gegen Deutschland mit Luis Artime und Wolfgang Weber

Für die WM in England qualifizierte sich Argentinien durch Spiele gegen Paraguay sowie gegen Bolivien und konnte dabei sogar erstmals in der Höhe von La Paz gegen Bolivien gewinnen, das zwei Jahre zuvor dort die Copa América gewonnen hatte. Bei der WM reichten zwei Siege gegen die Schweiz und Europameister Spanien sowie ein 0:0 gegen den späteren Vizeweltmeister Deutschland zum Einzug ins Viertelfinale gegen den Gastgeber England. In einem äußerst harten Spiel, in dem Antonio Rattín vom deutschen Schiedsrichter Rudolf Kreitlein vom Platz gestellt wurde, konnte sich England mit 1:0 durchsetzen. Dass Rattin nach seinem Feldverweis erst von englischen Polizisten vom Platz geführt werden konnte, führte anschließend zur Einführung von roten und gelben Karten um sprachliche Missverständnisse zu vermeiden.

### Weltmeisterschaft 1970
Argentinien scheiterte zum ersten und bis heute letzten Mal in der WM-Qualifikation. Die peruanische Mannschaft, vom ehemaligen brasilianischen Weltmeister Didi trainiert, qualifizierte sich erstmals sportlich für die WM und ließ Bolivien, das in der Höhe von La Paz gegen beide gewann, und Argentinien hinter sich.

### Weltmeisterschaft 1974

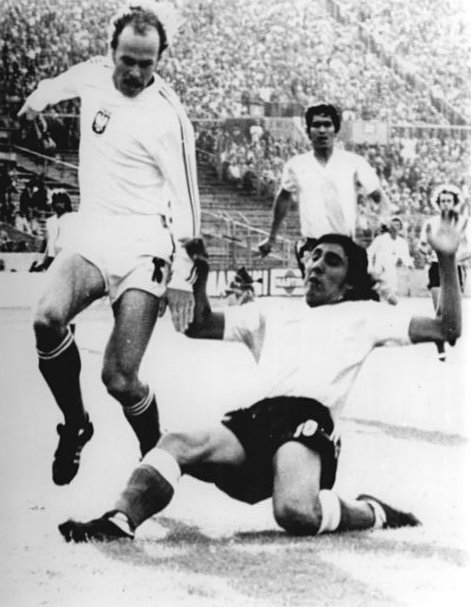
Szene aus dem Vorrundenspiel gegen Polen mit Ramón Heredia und Grzegorz Lato

Nachdem sich Argentinien überraschend nicht für die WM 1970 qualifizieren konnte, traten sie erst 1974 wieder bei einer WM an. In der Qualifikation hatte sich Argentinien dabei gegen Paraguay und Bolivien durchgesetzt und dabei auch wieder in La Paz gewinnen können, Trainer Omar Sívori beendete aber mit dem letzten Qualifikationsspiel seine Tätigkeit und wurde zwei Monate vor der WM von Vladislao Cap abgelöst. Im ersten Spiel der Vorrunde gerieten sie zu ihrer Überraschung aber schnell mit 0:2 gegen die unterschätzten „Staatsamateure“ des Olympiasiegers und späteren Dritten Polen in Rückstand, konnten in der 2. Halbzeit aber noch ein 2:3 erkämpfen. Nach einem 1:1 gegen Italien reichte ihnen ein 4:1 gegen WM-Neuling Haiti um die Zwischenrunde auf Grund der mehr geschossenen Tore als Gruppenzweiter zu erreichen. Dort trafen sie im ersten Spiel auf die beste Mannschaft des Turnieres und gingen mit 0:4 gegen die Niederländer unter. Auch im 2. Spiel gegen den Erzrivalen Brasilien musste Argentinien eine Niederlage einstecken. So war das letzte Spiel gegen WM-Neuling DDR bedeutungslos und endete mit 1:1. Nach der WM übernahm César Luis Menotti das Traineramt und begann mit einem Neuaufbau.

### Weltmeisterschaft 1978

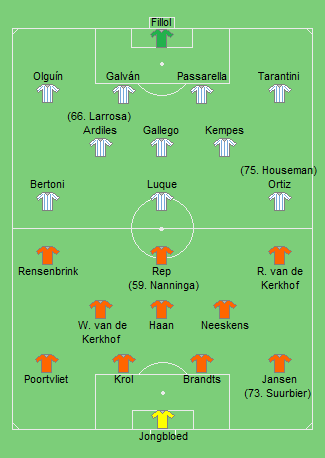
Aufstellungen im Finale 1978

Die Weltmeisterschaft im eigenen Land, für die Argentinien automatisch qualifiziert war, begann für die von César Luis Menotti trainierten Argentinier, die noch ohne Diego Maradona antraten, der am 27. Februar 1977 mit 16 Jahren sein Länderspiel-Debüt gegeben hatte, mit zwei 2:1-Siegen gegen Ungarn und Frankreich. Im abschließenden Spiel um den Gruppensieg unterlagen sie aber Italien mit 0:1. So musste Argentinien in die Zwischenrundengruppe mit Brasilien, Peru (die ihnen acht Jahre zuvor den Weg nach Mexiko verbaut hatten) und Polen. Nach einem 2:0 gegen Polen und einem 0:0 gegen Brasilien, mussten sie das letzte Spiel gegen Peru mit mindestens vier Toren Differenz gewinnen. Am Ende wurde es ein 6:0 und der zweite Finaleinzug für Argentinien. Insbesondere in Brasilien wurden danach Bestechungsvorwürfe laut. Der peruanische Torhüter gab mehrere Jahrzehnte später zu, dass man absichtlich hoch verloren habe. Im Finale trafen sie wieder auf die Niederländer, die sie 1974 gedemütigt hatten und bereits 1974 im Finale standen, nun aber ohne ihren Star Johan Cruyff antraten. In einem hitzigen Spiel ging Argentinien in der 38. Minute durch Mario Kempes in Führung und musste sich dann der Angriffe der Niederländer erwehren, was nur bis zur 80. Minute gelang. In der folgenden Verlängerung hatten die Argentinier dann die größeren Kraftreserven. Kempes mit seinem 6. Turniertor, wodurch er zum Torschützenkönig des Turnieres wurde und Daniel Bertoni mit dem Tor zum 3:1-Endstand sorgten für den ersten WM-Titel Argentiniens.

### Weltmeisterschaft 1982
Argentinien arbeitete weiter mit Menotti, der vier Jahre später versuchte, den Titel zu verteidigen. Den jungen Maradona hatte er 1978 noch nicht eingesetzt, um diesen nicht zu verheizen. 1979 beobachtete Menotti die Juniorenmannschaft Argentiniens bei der Junioren-Fußballweltmeisterschaft, die Argentinien gewann. Ein überragender Maradona hatte die Mannschaft geführt und er sollte Spielmacher der Nationalelf werden, mit der Menotti 1982 den Titel verteidigen wollte. Ende 1980/Anfang 1981 nahm Argentinien an der Mundialito in Uruguay teil. Dort besiegte man Europameister Deutschland und spielte unentschieden gegen die Brasilianer. Wegen des schlechteren Torverhältnisses schied man ungeschlagen aus.
Bei der Fußball-Weltmeisterschaft 1982 in Spanien, für die Argentinien als Titelverteidiger automatisch qualifiziert war, trat Argentinien mit der gleichen Abwehrreihe wie 1978 an. Die Offensivabteilung war mit Maradona, Juan Barbas, Ramón Díaz und Jorge Valdano erneuert worden. Das Turnier verlief für die Argentinier sehr unglücklich. Turnier und Turniervorbereitung waren vom Falklandkrieg überschattet, den Argentinien verlor und in dem 655 Argentinier starben. Am 13. Juni begann die Weltmeisterschaft und am 14. Juni unterzeichnete Argentinien die Kapitulationsurkunde.
Als erster Weltmeister verlor Argentinien das Eröffnungsspiel einer WM. Gegen die vom Vizeeuropameister Belgien perfektionierte Abseitsfalle fand Argentinien mit dem neuen Star Diego Maradona kein Mittel und musste in der 62. Minute das 0:1 hinnehmen, das den Belgiern zum Sieg reichte. Nach Siegen gegen Ungarn und El Salvador reichte es aber zum zweiten Platz und dem Einzug in die Zwischenrunde. Hier traf Argentinien wieder auf Brasilien und die auch nur mit Mühe in diese Runde gelangten Italiener, verlor aber beide Spiele (1:2 gegen Italien und 1:3 gegen Brasilien). Italien setzte den Manndecker Claudio Gentile auf Maradona an, der diesen mit legalen und illegalen Mitteln aus dem Spiel nahm. Im Spiel gegen Brasilien hatte Argentinien keine Chance und verlor Maradona durch Platzverweis.

### Weltmeisterschaft 1986

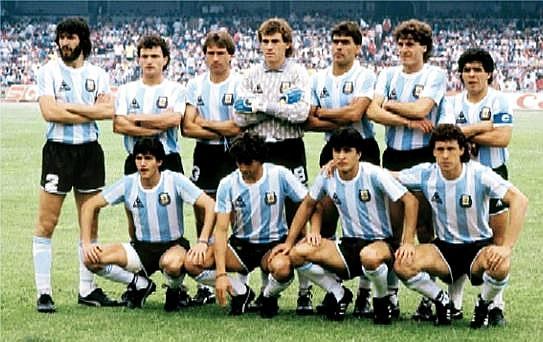
Die argentinische Mannschaft vor dem Auftaktspiel gegen Südkorea

Startaufstellungen im Finale 1986 (später wurden noch Rudi Völler, in der 46. Minute für Allofs, Dieter Hoeneß in der 62. Minute für Magath und Marcelo Trobbiani in der 90. Minute für Burruchaga eingewechselt)

Nach der Weltmeisterschaft in Spanien hatte Menotti die Mannschaft noch ein Jahr geleitet, aber in dieser Zeit keine Spiele bestritten, und die Verantwortung dann an Carlos Bilardo abgegeben. Dieser hatte einen Umbruch eingeleitet und führte Argentinien gegen Peru, Kolumbien und Venezuela erfolgreich durch die WM-Qualifikation. Aus der 1978er Mannschaft war nur noch Daniel Passarella übrig, der aber nicht mehr zum Einsatz kam. Neben Maradona war Stürmer Jorge Valdano der einzige wirkliche Star in der Mannschaft. Der Rest bestand aus sehr soliden, taktisch disziplinierten Technikern, die dem Regisseur Maradona zuarbeiteten. Vor allem Jorge Burruchaga sollte zu einer der positiven Überraschungen des Turniers werden. Die WM 1986 wurde dann zur WM Maradonas. Kein anderer Spieler hatte vorher oder später ein Turnier so dominiert. Er war an fast allen Toren der Albiceleste direkt oder indirekt beteiligt und führte Argentinien souverän durch die Vor- und die K.-o.-Runde ins Finale, allerdings beging er im Viertelfinale gegen England eine Unsportlichkeit: Er spielte den Ball mit seiner Hand (die „Hand Gottes“) über den englischen Torwart Peter Shilton zum 1:0 ins Tor. Sein Sololauf zum anschließenden 2:0 wurde später zum WM-Tor des Jahrhunderts gewählt. Im Halbfinale hatte Gegner Belgien nie eine echte Chance, Maradona schoss zwei Traumtore und sicherte den Finaleinzug. Im Finale gegen Deutschland war er zwar weniger dominierend, weil er von Lothar Matthäus konsequent in Manndeckung genommen wurde. Aber als Deutschland einen 0:2-Rückstand kurz vor Schluss ausgleichen konnte und auf den Siegtreffer drängte, gelang Maradona der entscheidende Pass auf Burruchaga, den dieser mit dem 3:2-Siegtreffer abschließen konnte. Maradona wurde folgerichtig auch mit dem zum zweiten Mal vergebenen Goldenen Ball als bester Spieler des Turniers ausgezeichnet.

### Weltmeisterschaft 1990
Als Titelverteidiger war Argentinien automatisch qualifiziert und wurde wieder von Carlos Bilardo zur WM geführt. Erneut verlor Argentinien das Eröffnungsspiel der zweiten WM in Italien, wieder mit 0:1, diesmal gegen Kamerun, womit Argentinien erstmals gegen eine afrikanische Mannschaft verlor. Nach einem Sieg gegen die Sowjetunion und einem Remis gegen Rumänien konnte so nur als Gruppendritter das Achtelfinale erreicht werden. Hier traf man auf den WM-Favoriten Brasilien, der die Vorrunde zwar verlustpunktfrei aber nicht überzeugend überstanden hatte. In diesem Spiel zeigten die Brasilianer zwar ihre beste Turnierleistung, bissen sich aber an der argentinischen Abwehr die Zähne aus. Kurz vor Ende gelang Maradona ein Geniestreich, der zum 1:0-Siegtreffer durch Claudio Caniggia führte. Das Viertel- und Halbfinale gegen Jugoslawien und Gastgeber Italien überstand Argentinien dann jeweils im Elfmeterschießen, so dass es zur Neuauflage des Finales gegen Deutschland kam. In diesem wurde Maradona durch Guido Buchwald weitgehend neutralisiert, was Buchwald den Spitznamen „Diego“ einbrachte. Argentinien kam zu keiner einzigen Torchance und man konnte annehmen, dass Argentinien wieder die Entscheidung im Elfmeterschießen suchte, zumal sie mit Sergio Goycochea einen „Elfmetertöter“ im Tor stehen hatten, der in den vorherigen Runden je zwei Elfmeter pariert hatte. Es gelang ihnen auch mehrere gute Torchancen der deutschen Mannschaft zu überstehen und sie hatten zunächst auch Glück mit den Schiedsrichterentscheidungen. Erst in der 85. Minute wurde nach einer umstrittenen Attacke gegen Rudi Völler auf Strafstoß gegen Argentinien entschieden, den Andreas Brehme zum 1:0-Sieg für Deutschland verwandeln konnte. Kurz darauf wurde mit Gustavo Dezotti der zweite Argentinier vom Platz gestellt; in der 64. Minute hatte es schon Pedro Monzón erwischt, womit Argentinien die ersten Spieler in einem WM-Finale durch Platzverweise verlor. Mit dem verlorenen Finale endete die Amtszeit von Carlos Bilardo.

### Weltmeisterschaft 1994
Auch wenn sich Vizeweltmeister Argentinien erst in der interkontinentalen Qualifikation gegen Australien als letzte Mannschaft für die WM qualifizieren konnte, reiste Argentinien zum Turnier in den USA als einer der Favoriten an. 1991 und 1993 hatte man die Copa América gewonnen und mit Gabriel Batistuta einen der besten Stürmer der Welt in der Mannschaft. Die WM in den USA begann für Argentinien, das erneut mit Maradona antrat, der zwischen dem verlorenen WM-Finale von 1990 und Februar 1993 keine Länderspiele bestritten hatte, mit einem überzeugenden 4:0 gegen WM-Neuling Griechenland. Gegen den anderen Neuling, Afrikameister Nigeria, reichte es gerade noch zu einem 2:1, im abschließenden Gruppenspiel wurde aber mit 0:2 gegen erstarkende Bulgaren verloren, die 1994 erstmals die Vorrunde einer WM überstanden und am Ende Vierter wurden. Dennoch reichte der dritte Platz in der Gruppe zum Einzug ins Achtelfinale. Allerdings war Maradona nach dem Spiel gegen Bulgarien des Ephedrin-Dopings überführt und vom Turnier ausgeschlossen worden. Da Argentinien zudem nur zwei Tage Pause vor dem Achtelfinale hatte, reichte es nicht zum Weiterkommen. Mit 3:2 behielt Rumänien die Oberhand. Nach der WM wurde Alfio Basile als Trainer abgelöst, der das Amt nach dem verlorenen WM-Finale von 1990 übernommen hatte.

### Weltmeisterschaft 1998
In der Qualifikation für die zweite WM in Frankreich, für die Brasilien als Titelverteidiger automatisch qualifiziert war, traten erstmals alle neun verbleibenden CONMEBOL-Mitglieder in Jeder-gegen-jeden-Spielen an, in denen sich Argentinien als beste Mannschaft durchsetzte, wobei nur in den hochgelegenen Stadien von Quito und La Paz gegen Ecuador bzw. Bolivien verloren wurde.
Die Vorrunde gegen die erstmals qualifizierten Teams aus Jamaika, Japan und Kroatien (am Ende überraschend WM-Dritter) überstand Argentinien souverän ohne Punktverlust und ohne Gegentor. Im Achtelfinale wurde dann ein neues Kapitel der argentinisch-englischen Rivalität geschrieben, bei dem sich Argentinien auf die Schwäche der Engländer im Elfmeterschießen verlassen konnte. Im Viertelfinale gegen die Niederlande sah es auch lange Zeit nach einer Verlängerung aus, kurz vor Schluss der Partie konnte aber Dennis Bergkamp den 2:1-Siegtreffer für die Niederländer erzielen.

### Weltmeisterschaft 2002
Die 10 südamerikanischen Mannschaften traten wieder in einer Jeder-gegen-jeden-Qualifikation an, die Argentinien souverän als Sieger mit 12 Punkten Vorsprung auf den Zweitplatzierten absolvierte. Dabei wurde nur das Spiel in Brasilien verloren. Aber bei der Copa América 1999 wurde das Viertelfinale nicht überstanden und 2001 nahm Argentinien aufgrund der Drohungen von Terroristen nicht teil. Bei der ersten WM in Asien musste Argentinien dann erstmals seit 1962 wieder in der Vorrunde die Segel streichen. Nach einem 1:0 gegen Nigeria, einem 0:1 gegen England und einem 1:1 gegen Schweden reichte es nur zum 3. Platz, der seit 1998 nicht mehr für das Achtelfinale reicht.

### Weltmeisterschaft 2006

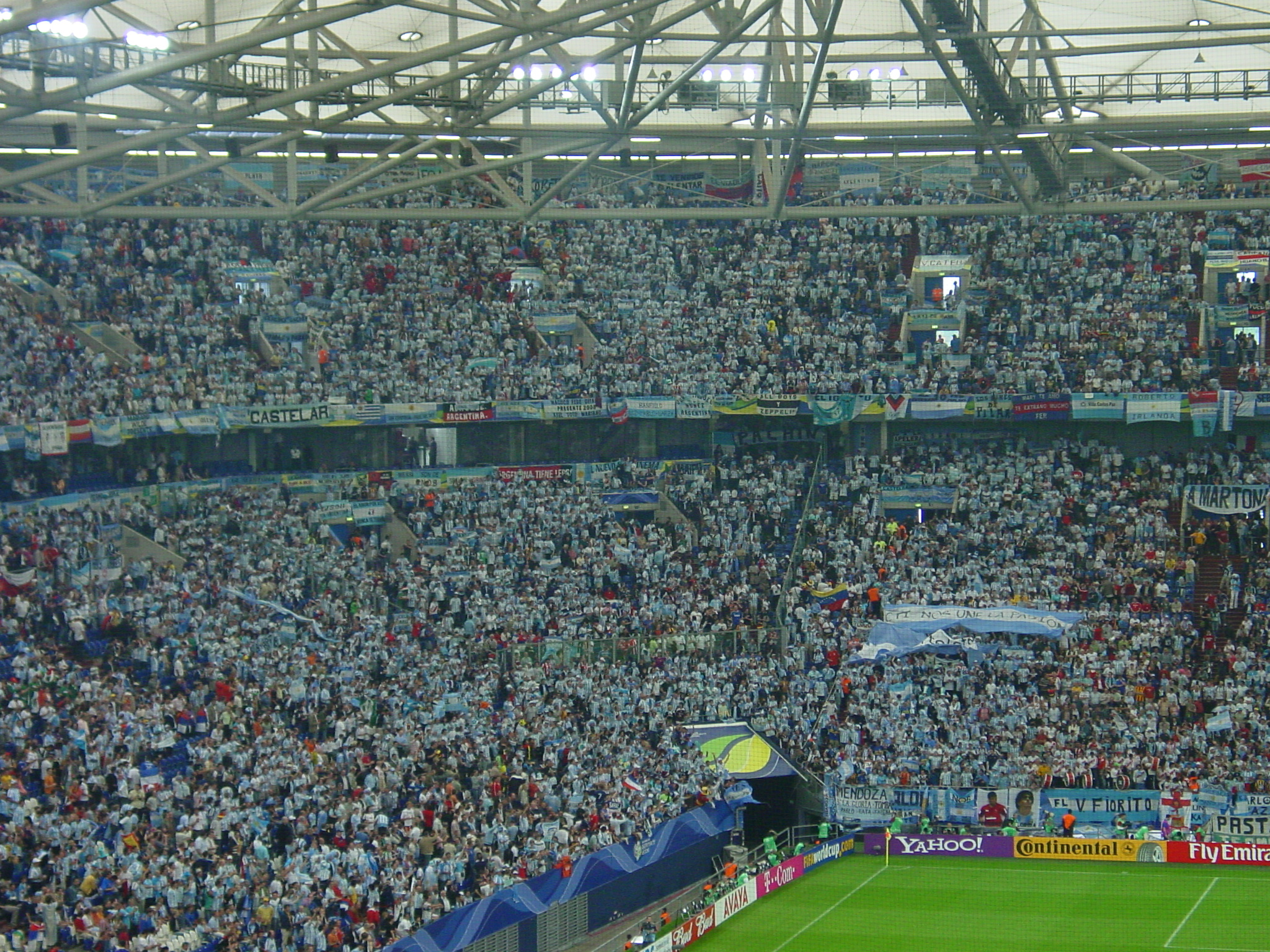
Anhänger der argentinischen Nationalmannschaft beim WM-Vorrundenspiel 2006 gegen Serbien und Montenegro

Für die zweite WM in Deutschland hatte sich Argentinien punktgleich mit Brasilien, das sich erstmals auch als Titelverteidiger qualifizieren musste, in der wieder durchgeführten Jeder-gegen-jeden-Qualifikation durchgesetzt und wurde in die „Todesgruppe“ mit den Niederlanden, der Elfenbeinküste (Zweiter der Afrikameisterschaft von 2006) mit Didier Drogba und Serbien & Montenegro gelost, für das die WM-Spiele die letzten dieses Staatenbundes waren. In einem der besten Turnierspiele gewann Argentinien zunächst mit 2:1 gegen die Elfenbeinküste und nach einem 6:0 gegen Serbien & Montenegro reichte ein 0:0 gegen die Niederländer zum Gruppensieg. Im Achtelfinale musste aber die Verlängerung und ein Tor von Maxi Rodríguez herhalten, um gegen Mexiko mit 2:1 zu gewinnen und das Viertelfinale gegen Deutschland zu erreichen. Hier führte Argentinien ab der 49. Minute mit 1:0 und sah lange wie der sichere Sieger aus. Da Deutschland seine Offensivbemühungen verstärkte, wechselte Trainer Pekerman in der 72. und 79. Minute seine besten Spieler Juan Román Riquelme und Hernán Crespo aus, um die Defensive zu stärken. Dies erwies sich als Fehler, denn ein Tor von Miroslav Klose in der 80. Minute brachte die Verlängerung, die torlos blieb. Da zudem noch der Torhüter verletzt ausgewechselt werden musste, konnte auch Lionel Messi nicht eingewechselt werden. So kam es zum Elfmeterschießen in dem Deutschland mit 4:2 gewann, da der deutsche Torhüter Jens Lehmann zwei Elfmeter halten konnte, während die deutschen Schützen alle verwandelten. Nach dem Abpfiff begannen argentinische Spieler eine Schlägerei mit den deutschen Spielern. Torsten Frings, der zurückschlug, wurde daraufhin von der FIFA für das Halbfinale gesperrt. Trainer José Pekerman, seit Oktober 2004 Nationaltrainer und unter dem die U-20-Mannschaft dreimal U-20-Weltmeister geworden war, trat nach dem Aus sofort zurück.

### Weltmeisterschaft 2010

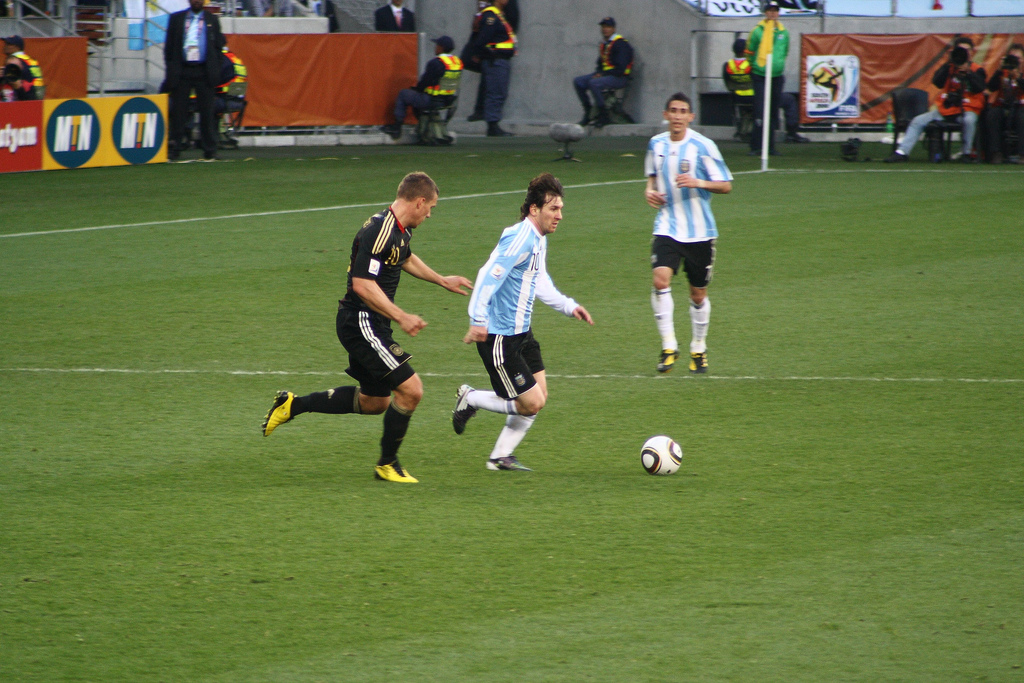
Szene aus dem Viertelfinale mit Lionel Messi und Lukas Podolski

In der Qualifikation zur WM hatte Argentinien lange Zeit Probleme. Erst nachdem Diego Maradona das Traineramt übernommen hatte, schaffte Argentinien die Wende, musste aber gegen Bolivien mit einem 1:6 im 3600 m hochgelegenen Stadion von La Paz eine seiner höchsten Niederlagen einstecken. Als Viertplatzierter gelang es Argentinien, sich nur knapp direkt zu qualifizieren, indem am letzten Spieltag beim Erzrivalen Uruguay mit 1:0 gewonnen wurde, wodurch sich dieser über die Interkontinental-Qualifikation qualifizieren musste.
Die Weltmeisterschaft in Südafrika zeigte manche Parallelen zur vorherigen WM: Wieder überstand Argentinien die Vorrunde souverän, diesmal durch Siege gegen Nigeria, Südkorea und Griechenland und im Achtelfinale wurde erneut Mexiko geschlagen. So erreichte Argentinien als Favorit das Viertelfinale, in dem wieder Deutschland wartete, geriet dort aber bereits in der 3. Minute durch den späteren Torschützenkönig Thomas Müller in Rückstand. In der Folge dominierte die deutsche Mannschaft das Spiel und kam zu weiteren Chancen, die aber vergeben wurden. Erst gegen Ende der ersten und zu Beginn der zweiten Halbzeit konnte Argentinien besser in das Spiel finden und Deutschland unter Druck setzen. Da aber keine Chance verwertet werden konnte, drehte sich Mitte der 2. Halbzeit das Spiel erneut, mit dem Unterschied, dass Deutschland nun die sich bietenden Chancen nutzen konnte und am Ende mit 4:0 den höchsten Sieg gegen Argentinien einfahren konnte. Nach der WM wurde Diego Maradona entlassen und der Trainerposten von Sergio Batista übernommen, mit dem er 1986 Weltmeister geworden war. Dieser war bei der nächsten WM aber nicht mehr im Amt.

### Weltmeisterschaft 2014

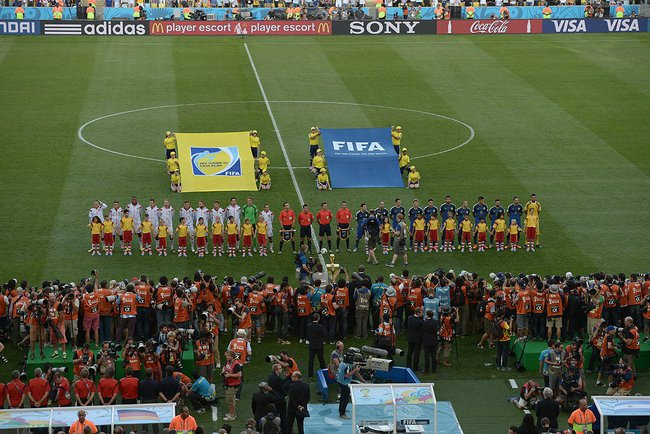
Die Finalisten vor dem Finale

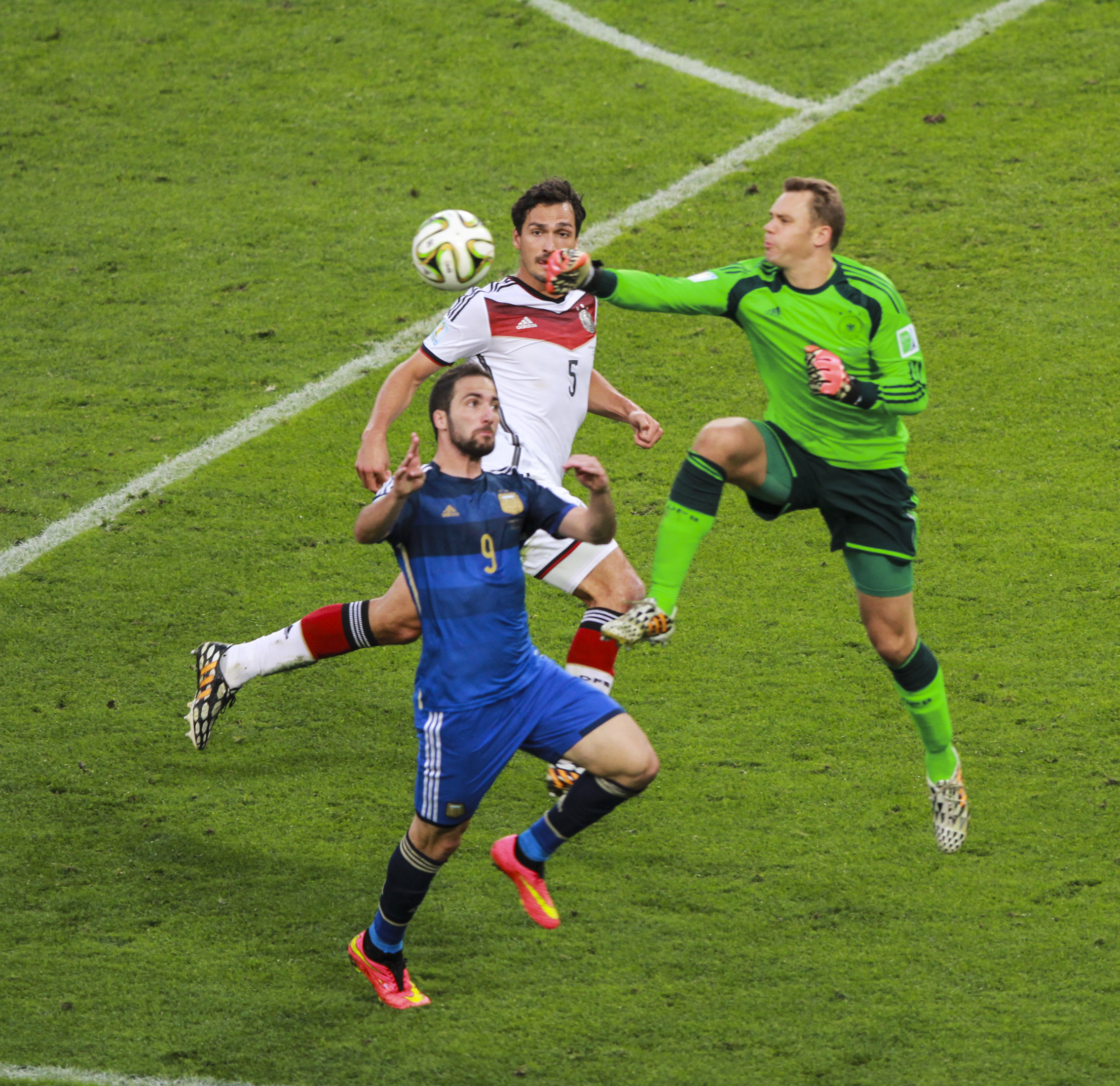
Szene aus dem Finale mit Gonzalo Higuaín, Manuel Neuer und Mats Hummels

Hatte Argentinien 2011 bei der Heim-Copa noch enttäuscht und nur gegen Costa Rica gewinnen können, so wurde die Qualifikation für die WM in Brasilien unter dem neuen Trainer Alejandro Sabella recht souverän absolviert. Sabella hatte nach dem Viertelfinal-Aus bei der Copa das Traineramt von Sergio Batista übernommen und Lionel Messi zum Kapitän ernannt. Bereits vorzeitig, am 10. September 2013, sicherte sich die Mannschaft ihren Platz im WM-Teilnehmerfeld.
In der Gruppenphase der Endrunde traf Argentinien erstmals bei einer WM auf Bosnien-Herzegowina (2:1) und den Iran (1:0) sowie wie 2010 auf Nigeria (3:2). Im Achtelfinale bezwang das Team die Schweiz mit 1:0 n. V. durch ein Tor von Ángel Di María in der 118. Spielminute. Im Viertelfinale setzte man sich ebenfalls mit 1:0 durch, diesmal gegen Belgien. Torschütze war Gonzalo Higuaín nach 8 Minuten. Damit erreichte Argentinien erstmals seit 1990 wieder das Halbfinale und traf darin auf das Team der Niederlande. Wie 2006 gelang keiner von beiden Mannschaften ein Tor, auch nicht in der Verlängerung. So musste Argentinien als erste Mannschaft zum fünften Mal bei einer WM die Entscheidung im Elfmeterschießen suchen und konnte sich dabei auf Torhüter Sergio Romero verlassen, der als dritter argentinischer Torhüter in einem WM-Elfmeterschießen zwei Elfmeter halten konnte, während die ersten vier Argentinier sicher verwandelten, so dass der fünfte Argentinier nicht mehr antreten musste. Im Finale traf Argentinien zum siebten Mal bei einer WM und dritten Mal im Finale auf Deutschland und verlor mit 0:1 n. V. Mit dem verlorenen WM-Finale endete die Amtszeit von Alejandro Sabella, der 16 Tage nach dem Finale zurücktrat.

### Weltmeisterschaft 2018
In der Qualifikation traten ab Oktober 2015 wieder alle 10 CONMEBOL-Mitglieder in Hin- und Rückspielen gegeneinander an. Die besten vier Mannschaften qualifizierten sich direkt, der Fünfte muss gegen ein Mitglied einer anderen Konföderation in Playoff-Spielen antreten. Argentinien startete mit einem Heimspiel gegen Ecuador. Mit 0:2 wurde erstmals ein Heimspiel gegen Ecuador verloren und auch im nächsten Spiel in Paraguay blieben die Argentinier ohne Torerfolg, blieben aber immerhin ohne Gegentor. Nach einem 1:1 gegen Brasilien gelang mit dem 1:0 in Kolumbien, das zuletzt vor 5 Jahren gegen Argentinien ein Heimspiel verloren hatte, der erste Sieg. In den vier Spielen mussten die Argentinier, die seit 2014 von Gerardo Martino trainiert wurden, auf den verletzten Lionel Messi verzichten. Nach der Finalniederlage bei der Copa América Centenario 2016 erklärte Messi seinen Rücktritt aus der Nationalmannschaft und Martino trat als Nationaltrainer zurück. Sein Nachfolger Edgardo Bauza konnte Messi aber zum Comeback überreden. Unter Bauza konnten aber nur drei der nächsten acht Qualifikationsspiele gewonnen werden, so dass die Argentinier vor den letzten vier Spielen nur auf dem fünften Tabellenplatz lagen, der zu Playoffspielen gegen eine Mannschaft einer anderen Konföderation berechtigt. Zudem mussten die Argentinier befürchten, dass Messi nach einer Schiedsrichterassistentenbeleidigung im Spiel gegen Chile am 23. März aufgrund eines Entscheids der FIFA-Disziplinarkommission für die nächsten vier Qualifikationsspiele gesperrt wäre. Der Entscheid der FIFA-Disziplinarkommission wurde aber von der FIFA-Berufungskommission am 5. Mai aufgehoben, so dass Messi damit in den letzten Qualifikationsspielen eingesetzt werden konnte. Im April 2017 wurde Trainer Bauza entlassen, der daraufhin im Mai Trainer der Vereinigten Arabischen Emirate wurde. Nachfolger wurde Jorge Sampaoli, der 2015 mit der chilenischen Mannschaft die Copa América 2015 gegen Argentinien gewonnen hatte. Unter ihm spielten die Argentinier in den folgenden drei Qualifikationsspielen jeweils remis, so dass sie vor dem letzten Spiel nur auf dem sechsten Platz lagen. Dieses Spiel führte die Argentinier in das 2850 Meter hoch gelegene Quito, wo sie zuletzt 2001 ein Spiel gegen Ecuador gewonnen hatten, danach aber je zweimal verloren und remis spielten. Ecuador, das mit vier Siegen in die Qualifikation gestartet war, hatte dann stark nachgelassen und schon vor diesem Spiel keine Chance mehr sich für die WM zu qualifizieren. Im daher nur noch für die Argentinier entscheidenden Spiel gerieten sie bereits nach 37 Sekunden in Rückstand. In der 11. Minute konnte Messi aber zunächst ausgleichen, in der 18. Minute die Argentinier in Führung bringen und in der 62. Minute den 3:1-Endstand herstellen. Da sich zudem in den parallel ausgetragenen Spielen die zuvor vor ihnen platzierten Mannschaften aus Kolumbien und Peru remis trennten und Chile in Brasilien verlor, sprang Argentinien noch auf den dritten Platz und qualifizierte sich damit direkt für die WM-Endrunde. Mit insgesamt 21 Toren in WM-Qualifikationsspielen ist Lionel Messi nun zusammen mit Luis Suárez bester südamerikanischer WM-Qualifikationstorschütze. Sie lösten damit in dieser Qualifikation den Argentinier Hernán Crespo als besten Südamerikaner ab, der in den Qualifikationen der Weltmeisterschaften 1998, 2002 und 2006 insgesamt 18 Tore erzielt hatte.
In Russland kam Argentinien im ersten Gruppenspiel gegen WM-Neuling Island nur zu einem 1:1, da der isländische Torhüter in der 64. Minute einen von Lionel Messi geschossenen Strafstoß halten konnte. Im zweiten Spiel verloren sie gegen Kroatien nach torloser erster Halbzeit mit 0:3. Damit mussten die Argentinier im letzten Spiel gegen Nigeria gewinnen, um das Achtelfinale zu erreichen. Zwar brachte Messi seine Mannschaft bereits nach 14 Minuten in Führung, in der 51. Minute mussten sie aber den Ausgleich per Strafstoß hinnehmen. Damit wäre Nigeria, das zwar auch gegen Kroatien verloren aber gegen Island gewonnen hatte, als Gruppenzweiter ins Achtelfinale gezogen. In der 87. gelang aber Marcos Rojo der 2:1-Siegtreffer. Im ersten Achtelfinale des Turniers trafen die Argentinier auf Frankreich und es wurde das torreichste K.-o.-Spiel der WM. Die Franzosen gingen zunächst in der 13. Minute in Führung, als Antoine Griezmann einen Foulelfmeter verwandelte. In der 41. Minute konnte Ángel Di María mit einem Schuss aus ca. 27,6 Meter ausgleichen und kurz nach der Pause ging Argentinien sogar in Führung. Neun Minuten später konnte aber Benjamin Pavard mit dem späte zum Tor des Turniers gewählten Tor ausgleichen und Kylian Mbappé, bester Jungprofi des Turniers legte noch zwei Tore nach. Dem eingewechselten Sergio Agüero gelang in der Nachspielzeit dann nur noch der Anschlusstreffer. Zwei Wochen nach dem WM-Aus löste der Verband den Vertrag mit Trainer Sampaoli, nachdem es zunächst hieß er könne weiterarbeiten.

### Weltmeisterschaft 2022

Startaufstellungen im Finale 2022

In der Qualifikation treten wieder alle 10 CONMEBOL-Mitglieder in Hin- und Rückspielen gegeneinander an. Aufgrund der COVID-19-Pandemie startete die Qualifikation statt im März erst im Herbst 2020 und ohne Zuschauer. Argentinien konnte von den ersten 13 Spielen acht gewinnen, spielte fünfmal remis und war, da sich die anderen Gegner Punkte wegnahmen und Kolumbien sowie Peru noch gegeneinander spielen mussten, vorzeitig qualifiziert. In den nächsten vier Spielen gab es dann noch drei Siege und ein Remis. Zum Eklat kam es aber am 8. Spieltag beim Spiel in Brasilien. Das Spiel wurde nach wenigen Minuten von der brasilianischen Gesundheitsbehörde wegen Verstößen gegen Quarantänemaßnahmen unterbrochen und später von der CONMEBOL abgebrochen. Am 14. Februar 2022 entschied das FIFA-Disziplinar-Komitee, dass das Spiel an einem Ort und zu einem Zeitpunkt, die von der FIFA bestimmt würden, zu wiederholen sei, verhängte Geldstrafen von 550.000 CHF gegen den brasilianischen sowie 250.000 CHF gegen den argentinischen Verband und sperrte die argentinischen Spieler Emiliano Buendía, Emiliano Martínez, Giovani Lo Celso und Cristian Romero für zwei Spiele. Ob das Spiel tatsächlich wiederholt wird, ist fraglich, da es keinen Einfluss mehr auf die Qualifikation hat. Brasilien und Argentinien erreichten als Gruppensieger und -zweiter die Endrunde, bei der die Argentinier auf Mexiko, Polen und Saudi-Arabien trafen.
Nach einer überraschenden und überhaupt ersten Niederlage gegen Saudi-Arabien (1:2) wurde gegen Mexiko und Polen mit 2:0 gewonnen, wodurch die Argentinier als Gruppensieger in die K.-o.-Runde einzogen. Hier kam es im Achtelfinale zum ersten WM-Spiel gegen Australien, das mit 2:1 gewonnen wurde. Im Viertelfinale kam es zum sechsten WM-Spiel gegen die Niederlande, die wie 2014 erst im Elfmeterschießen bezwungen wurden. Im Halbfinale traf die Mannschaft auf Kroatien, das sich ebenfalls im Elfmeterschießen gegen Rekordweltmeister Brasilien durchgesetzt hatte. Durch einen 3:0-Sieg erreichten die Argentinier nicht nur das Finale, sondern schoben sich auch an Italien, das nicht für die WM qualifiziert war, vorbei auf den dritten Platz der ewigen Rangliste. Lionel Messi schloss zudem mit seinem 25. WM-Spiel zu WM-Rekordspieler Lothar Matthäus auf und konnte im Finale in seinem 26. WM-Spiel alleiniger WM-Rekordspieler werden. Zudem wurde er mit seinem 11. WM-Tor alleiniger argentinischer WM-Rekordtorschütze.
Im Finale dann gelang ihnen schließlich der Coup: Nach einem packenden 3:3 gegen Frankreich gewann die Albiceleste im Elfmeterschießen und holte ihren dritten Weltmeistertitel.

### Weltmeisterschaft 2026
Für die erste WM in drei Ländern – Kanada, Mexiko und die USA – wurde die Zahl der Teilnehmer auf 48 erhöht und den südamerikanischen Mannschaften zwei feste Plätze mehr zugestanden, so dass sich nun sechs CONMEBOL-Mitglieder direkt qualifizieren können. In der im September 2023 begonnenen Qualifikation treten wieder alle zehn CONMEBOL-Mitglieder in Hin- und Rückspielen gegeneinander an. Der Siebtplatzierte nimmt als südamerikanischer Teilnehmer am WM-Play-off-Turnier im März 2026 teil. Argentinien startete als einzige Mannschaft mit vier Siegen in die Qualifikation, musste aber im fünften Spiel die erste Heimniederlage gegen Uruguay seit 1987 hinnehmen. Nach einem torlosen Remis zwischen Bolivien und Uruguay am 14. Spieltag stand die vorzeitige Qualifikation der Argentinier fest, die erstmals als amtierender Weltmeister nicht automatisch qualifiziert waren.

## Spieler

### Rangliste der argentinischen WM-Spieler mit mindestens 10 Einsätzen
01. Lionel Messi – 26 Einsätze in 5 Turnieren (Platz 1 der Rekordliste)
02. Diego Maradona † – 21 Einsätze in 4 Turnieren (Platz 6 der Rekordliste)
03. Javier Mascherano – 20 Einsätze in 4 Turnieren
04. Ángel Di María und Mario Kempes – 18 Einsätze in 4 bzw. 3 Turnieren
06. Oscar Ruggeri – 17 Einsätze in 4 Turnieren
07. Jorge Burruchaga, Nicolás Otamendi und Gonzalo Higuaín – 14 Einsätze in 2 (Burruchaga) bzw. 3 Turnieren
10. Ubaldo Fillol – 13 Einsätze in 3 Turnieren
11. Sergio Agüero, Gabriel Batistuta, Luis Galván, René Houseman, Julio Olarticoechea, Jorge Olguín, Daniel Passarella, Maxi Rodríguez, Sergio Romero und Alberto Tarantini – jeweils 12 Einsätze in 2 bzw. 3 (Batistuta, Otamendi, Rodríguez) Turnieren
21. Osvaldo Ardiles, Sergio Batista, Daniel Bertoni, Américo Gallego, Ricardo Giusti, Ariel Ortega, Diego Simeone und Juan Verón – 11 Einsätze in 2 bzw. 3 (Agüero, Ortega, Simeone, Veron) Turnieren
29. Roberto Ayala, Claudio Caniggia und Nicolás Tagliafico – jeweils 10 Einsätze in 2 bzw. 3 (Caniggia) Turnieren

### Rangliste der argentinischen WM-Spieler mit den meisten Toren
1. Lionel Messi – 13 Tore (Platz 4 der Bestenliste)
2. Gabriel Batistuta – 10 Tore (Platz 10 der Bestenliste)
3. Guillermo Stábile, Diego Maradona – je 8 Tore
5. Mario Kempes – 6 Tore
6. Gonzalo Higuaín – 5 Tore
7. Julián Álvarez, Hernán Crespo, Leopoldo Luque, René Houseman, Jorge Valdano, Claudio Caniggia, Daniel Bertoni – je 4 Tore

### WM-Kapitäne
- 1930: Manuel Ferreira, Ángel Bossio (2. Gruppenspiel)
- 1934: Alfredo Devincenzi (José Nehin)
- 1958: Pedro Dellacha
- 1962: Rubén Navarro, Martín Pando (3. Spiel)
- 1966: Antonio Rattín
- 1974: Roberto Perfumo (1. bis 4. Spiel), Miguel Brindisi (5. Spiel), Enrique Wolff (6. Spiel)
- 1978, 1982: Daniel Passarella
- 1986, 1990, 1994: Diego Maradona, Óscar Ruggeri (3. Gruppenspiel und Achtelfinale 1994, da Maradona wegen Doping gesperrt)
- 1998: Diego Simeone
- 2002: Juan Sebastián Verón
- 2006: Juan Pablo Sorín, Roberto Ayala (3. Gruppenspiel)
- 2010: Javier Mascherano, Lionel Messi (3. Gruppenspiel)
- 2014, 2018, 2022: Lionel Messi

### Anteil der im Ausland spielenden Spieler im WM-Kader
Bis einschließlich 1966 wurden keine „Legionäre“ eingesetzt. So wurde 1958 auf die Spieler Antonio Angelillo, Rogelio Domínguez, Humberto Maschio und Omar Sívori verzichtet, die nach dem Gewinn der Südamerikameisterschaft 1957 nach Europa gewechselt waren. Erst ab 1974 wurden verstärkt im Ausland tätige Spieler in den Kader berufen und ab 1990 stellten mit Ausnahme von 1994 Legionäre die Mehrzahl der Kadermitglieder. 2022 war mit Franco Armani nur noch ein Spieler in Argentinien aktiv.
| Jahr (Spiele) | Anzahl (Länder) | Spieler (Einsätze) |
| ------------- | --- | --- |
| 1930–1934     | 0 | |
| 1958–1966     | 0 | |
| 1974 (6)      | 6 (1 in Brasilien, 1 in Frankreich, 1 in Portugal, 3 in Spanien)                                                                 | Roberto Perfumo (4); Ángel Bargas (3); Héctor Yazalde (3); Rubén Ayala (6), Daniel Carnevali (5), Ramón Heredia (6) |
| 1978 (7)      | 1 (Spanien) | Mario Kempes (7) |
| 1982 (5)      | 4 (1 in England, 2 in Italien, 1 in Spanien)                                                                                     | Osvaldo Ardiles (5); Daniel Bertoni (5), Daniel Passarella (5); Jorge Valdano (2) |
| 1986 (7)      | 7 (1 in Frankreich, 3 in Italien, 1 in Mexiko, 2 in Spanien)                                                                     | Jorge Burruchaga (7); Diego Maradona (7), Pedro Pasculli (2) Daniel Passarella (0); Héctor Zelada (0); Marcelo Trobbiani (1), Jorge Valdano (7) |
| 1990 (7)      | 14 (1 in Deutschland, 2 in Frankreich, 7 in Italien, 1 in Kolumbien, 1 in Mexiko, 2 in Spanien)                                  | José Basualdo (7); Jorge Burruchaga (7), Gabriel Calderón (5); Abel Balbo (1), Claudio Caniggia (6), Gustavo Dezotti (3), Néstor Lorenzo (3), Diego Maradona (7), Roberto Néstor Sensini (2), Pedro Troglio (6); Sergio Goycochea (6); Edgardo Bauza (0); Nery Pumpido (2); Oscar Ruggeri (5) |
| 1994 (4)      | 11 (1 in Chile, 1 in Deutschland, 5 in Italien, 1 in Japan, 3 in Spanien)                                                        | Sergio Vázquez (0); Leonardo Rodríguez (1); Abel Balbo (4), Gabriel Batistuta (4), Claudio Caniggia (3), José Chamot (4), Roberto Néstor Sensini (3); Ramón Medina Bello (2); Fernando Cáceres (4), Fernando Redondo (4), Diego Simeone (4) |
| 1998 (5)      | 16 (11 in Italien, 1 in der Schweiz, 4 in Spanien)                                                                               | Matías Almeyda (5), Roberto Ayala (5), Abel Balbo (2), Gabriel Batistuta (5), José Chamot (4), Hernán Crespo (1), Mauricio Pineda (3), Roberto Néstor Sensini (3), Diego Simeone (5), Juan Sebastián Verón (5), Javier Zanetti (5); Nelson Vivas (4); Claudio López (5), Ariel Ortega (5), Pablo Paz (1), Carlos Roa (5) |
| 2002 (3)      | 21 (1 in Brasilien, 1 in Deutschland, 1 in England, 2 in Frankreich (inkl. Monaco), 8 in Italien, 1 in Schottland, 7 in Spanien) | Juan Pablo Sorín (3); Diego Placente (2); Juan Sebastián Verón (3); Marcelo Gallardo (0), Mauricio Pochettino (3); Matías Almeyda (1), Gabriel Batistuta (3), José Chamot (1), Hernán Crespo (3), Claudio López (3), Walter Samuel (3), Diego Simeone (2), Javier Zanetti (3); Claudio Caniggia (0); Pablo Aimar (3), Roberto Ayala (0), Roberto Bonano (0), Germán Burgos (0), Pablo Cavallero (3), Kily González (3), Gustavo López (0)                                                                                     |
| 2006 (5)      | 20 (2 in Brasilien, 3 in England, 4 in Italien, 1 in Portugal, 10 in Spanien)                                                    | Javier Mascherano (5), Carlos Tévez (4); Hernán Crespo (4), Gabriel Heinze (4), Lionel Scaloni (1); Nicolás Burdisso (3), Esteban Cambiasso (5), Julio Cruz (2), Leandro Cufré (1), Luis González (3); Pablo Aimar (3), Roberto Ayala (5), Fabricio Coloccini (2), Leonardo Franco (1), Lionel Messi (3), Gabriel Milito (1), Juan Román Riquelme (5), Maxi Rodríguez (5), Javier Saviola (3), Juan Pablo Sorín (4) |
| 2010 (5)      | 17 (1 in Deutschland, 4 in England, 1 in Frankreich, 6 in Italien, 1 in den Niederlanden, 1 in Portugal, 3 in Spanien)           | Martín Demichelis (5); Javier Mascherano (3), Jonás Gutiérrez (3), Maxi Rodríguez (5), Carlos Tévez (4); Gabriel Heinze (4); Mariano Andújar (0), Mario Bolatti (2), Nicolás Burdisso (5), Diego Milito (2), Javier Pastore (3), Walter Samuel (2); Sergio Romero (5); Sergio Agüero (3), Ángel Di María (5); Gonzalo Higuaín (4), Lionel Messi (5) |
| 2014 (7)      | 20 (3 in England, 2 in Frankreich, 7 in Italien, 1 in Mexiko, 3 in Portugal, 4 in Spanien)                                       | Sergio Agüero (1), Martín Demichelis (3), Pablo Zabaleta (7); Ezequiel Lavezzi (7), Sergio Romero (7); Ricardo Álvarez (1), Mariano Andújar (0), Lucas Biglia (6), Hugo Campagnaro (1), Federico Fernández (4), Gonzalo Higuaín (7), Rodrigo Palacio (5); José María Basanta (2); Ezequiel Garay (7), Enzo Pérez (3), Marcos Rojo (6); Ángel Di María (5), Augusto Fernández (0), Javier Mascherano (7), Lionel Messi (7) |
| 2018 (4)      | 20 (1 in China, 4 in England, 2 in Frankreich, 5 in Italien, 1 in Mexiko, 1 in den Niederlanden, 2 in Portugal, 3 in Spanien)    | Javier Mascherano (4); Sergio Agüero (4), Willy Caballero (2), Nicolás Otamendi (4), Marcos Rojo (3); Ángel Di María (3), Giovani Lo Celso; Cristian Ansaldi, Lucas Biglia (1), Paulo Dybala (1), Federico Fazio (1), Gonzalo Higuaín (3); Nahuel Guzmán; Nicolás Tagliafico (4); Marcos Acuña (1), Eduardo Salvio (2); Éver Banega (3), Gabriel Mercado (3), Lionel Messi (4) |
| 2022 (7)      | 25 (1 in Deutschland, 5 in England, 2 in Frankreich, 4 in Italien, 2 in Portugal, 10 in Spanien, 1 den USA)                      | Exequiel Palacios (3); Julián Álvarez (7), Alexis Mac Allister (6), Emiliano Martínez (7), Lisandro Martínez (5), Cristian Romero (7); Lionel Messi (7), Nicolás Tagliafico (6); Ángel Di María (5), Paulo Dybala (2), Lautaro Martínez (6), Leandro Paredes (5); Enzo Fernández (7), Nicolás Otamendi (7); Marcos Acuña (6), Ángel Correa (1), Juan Foyth (1), Alejandro Gómez (2), Nahuel Molina (7), Gonzalo Montiel (4), Germán Pezzella (3), Rodrigo de Paul (7), Guido Rodríguez (1), Gerónimo Rulli; Thiago Almada (1) |

### Bei Weltmeisterschaften gesperrte Spieler
- 1966: Im Gruppenspiel gegen Deutschland wurde José Albrecht als erster Argentinier vom Platz gestellt und war für das letzte Gruppenspiel gegen die Schweiz gesperrt. Im Viertelfinale wurde Kapitän Antonio Rattín wegen Schiedsrichterbeleidigung vom deutschen Schiedsrichter Rudolf Kreitlein vom Platz gestellt. Rattín verstand die Gesten des Schiedsrichters nicht und weigerte sich 8 Minuten lang das Spielfeld zu verlassen, bis FIFA-Offizielle ihn schließlich dazu überreden konnten. Dies war mit ein Auslöser für die Einführung von gelben und roten Karten bei den folgenden Turnieren.
- 1974: Carlos Babington war für das erste Zwischenrundenspiel gesperrt, da er in der Vorrunde drei gelbe Karten erhalten hatte. Kapitän Roberto Perfumo war, nachdem er im ersten Zwischenrundenspiel die zweite gelbe Karte erhalten hatte für das zweite Zwischenrundenspiel gesperrt.
- 1982: Américo Gallego erhielt im Zwischenrundenspiel gegen Italien die rote Karte und war für das zweite Zwischenrundenspiel gegen Brasilien gesperrt. In diesem erhielt Diego Maradona ebenfalls die rote Karte und wäre für ein Halbfinale gesperrt gewesen. Mit zwei Niederlagen schied Argentinien aber in der Zwischenrunde aus.
- 1986: Oscar Garré hatte im Achtelfinale die zweite gelbe Karte erhalten und war für das Viertelfinale gesperrt. Die zweite gelbe Karte, die Torhüter Nery Pumpido im Finale erhielt, hatte keine Auswirkung mehr.
- 1990: José Serrizuela war nach zwei gelben Karten in der Gruppenphase für das Achtelfinale gegen Brasilien gesperrt, Pedro Monzón war nach zwei gelben Karten für das Viertelfinale gegen Jugoslawien gesperrt und Sergio Batista, Claudio Caniggia sowie Julio Olarticoechea hatten im Halbfinale die zweite gelbe Karte erhalten und waren ebenso wie Ricardo Giusti, der im Halbfinale die rote Karte erhalten hatte, für das Finale gesperrt. Gustavo Dezotti und Pedro Monzón erhielten im Finale die rote Karte. Die zweiten gelben Karten, die Diego Maradona und Pedro Troglio im Finale erhielten, hatten keine Wirkung mehr. Die Sperren für das Finale veranlassten die FIFA dazu bei den folgenden Endrunden einzelne gelben Karten, die in der Vorrunde erhalten wurden, für die K.-o-Runde zu ignorieren.
- 1994: Diego Maradona wurde nach dem zweiten Gruppenspiel positiv auf Drogen getestet und vom Turnier ausgeschlossen.
- 1998: Ariel Ortega erhielt im verlorenen Viertelfinalspiel gegen die Niederlande die Rote Karte, die aufgrund des Ausscheidens keine weitere Wirkung mehr im Turnier hatte.
- 2002: Claudio Caniggia erhielt im letzten Gruppenspiel gegen Schweden – auf der Ersatzbank sitzend – wegen Schiedsrichterbeleidigung die rote Karte. Da Argentinien die Vorrunde nicht überstand, hatte die Karte für das Turnier keine weitere Bedeutung.
- 2006: Kapitän Juan Pablo Sorín erhielt im Achtel- und Viertelfinale jeweils eine gelbe Karte und Leandro Cufré erhielt im verlorenen Viertelfinale als erster Spieler der WM-Geschichte nach Spielende die Rote Karte. Da Argentinien das Halbfinale nicht erreichte, hatten die Karten keine Auswirkung mehr auf das Turnier. Cufré wurde aber für vier Pflichtspiele gesperrt.
- 2010: Jonás Gutiérrez war nach zwei gelben Karten in den ersten beiden Gruppenspielen für das letzte Gruppenspiel gesperrt. Kapitän Javier Mascherano erhielt im Viertelfinale die zweite gelbe Karte, da Argentinien das Viertelfinale verlor und ausschied, hatte sie keine Wirkung mehr.
- 2014: Marcos Rojo war nach zwei gelben Karten für das Viertelfinale gesperrt.
- 2022: Marcos Acuña und Gonzalo Montiel erhielten im Viertelfinale die zweite gelben Karten und sind für das Halbfinale gesperrt.

## Spiele
Argentinien bestritt bisher 88 WM-Spiele gegen 40 verschiedene Gegner. Letzter neuer Gegner ist Australien. Nur Deutschland (112/47) und Brasilien (114/49) haben mehr WM-Spiele bestritten, gegen mehr verschiedene Gegner gespielt und an mehr Endrunden teilgenommen. 47 Spiele wurden gewonnen, 24 verloren (nur Mexiko hat mehr verloren) und 17 endeten remis. Zehnmal mussten Remis-Spiele verlängert werden, da ein Sieger ermittelt werden musste, gegen Deutschland und die Niederlande zweimal. Dabei konnten nur zwei Spiele in der Verlängerung regulär gewonnen werden, zudem sechs Spiele im Elfmeterschießen. Ein Spiel wurde im Elfmeterschießen verloren, ein Spiel in der Verlängerung – beide gegen Deutschland.
Argentinien nahm zweimal (1982, 1990) am Eröffnungsspiel der WM teil und verlor als Titelverteidiger beide. Bisher hatte die argentinische Mannschaft sieben Heimspiele bei Weltmeisterschaften und musste 4× gegen den Gastgeber antreten, je einmal im Finale (1930) und im Halbfinale (1990) sowie zweimal im Viertelfinale (1966 und 2006).
Argentinien spielte dreimal gegen den Titelverteidiger: 1958 gegen Deutschland in der Vorrunde, 1974 gegen Brasilien in der Zwischenrunde und 1986 gegen Italien in der Vorrunde. Kein Spiel konnte gewonnen werden. Gegen den späteren Weltmeister spielte Argentinien bisher fünfmal: 1930 im Finale gegen Uruguay, 1966 gegen England im Viertelfinale, 1990 und 2014 gegen Deutschland im Finale sowie 2018 gegen Frankreich im Achtelfinale.
Argentinien traf 13-mal auf WM-Neulinge: 1934/Schweden, 1958/Nordirland, 1962/Bulgarien, 1974/Haiti und DDR, 1994/Nigeria und Griechenland, 1998/Japan, Kroatien und Jamaika, 2006/Elfenbeinküste, 2014/Bosnien-Herzegowina sowie 2018 Island.
Häufigste Gegner waren Deutschland (7-mal), die Niederlande (6-mal) sowie England, Italien und Nigeria (je 5-mal). Gegen die ersten drei Mannschaften konnten nur insgesamt drei Spiele „regulär“ (davon eins durch ein irreguläres Tor) und zwei im Elfmeterschießen gewonnen werden.
Argentinien spielte bisher in 55 WM-Städten, am häufigsten (je 5×) in Lusail (2022), Mexiko-Stadt (1986) und Montevideo (1930).
Argentinien und Spanien sind die einzigen Weltmeister, die nie im offiziellen Spiel um Platz 3 standen.
| Alle WM-Spiele |            |                      |                         |   |                        |                 | |
| Nr.            | Datum      | Ergebnis             | Gegner                  |   | Austragungsort         | Anlass          | Bemerkungen |
| 1              | 15.07.1930 | 1:0                  | Frankreich              | * | Montevideo (URU)       | Vorrunde        | Erstes WM-Spiel Erstes Länderspiel gegen Frankreich |
| 2              | 19.07.1930 | 6:3                  | Mexiko                  | * | Montevideo (URU)       | Vorrunde        | Erstes Länderspiel gegen Mexiko |
| 3              | 22.07.1930 | 3:1                  | Chile                   | * | Montevideo (URU)       | Vorrunde        | |
| 4              | 26.07.1930 | 6:1                  | Vereinigte Staaten      | * | Montevideo (URU)       | Halbfinale      | |
| 5              | 30.07.1930 | 2:4                  | Uruguay                 | A | Montevideo (URU)       | Finale          | Letztes Länderspiel unter Francisco Olazar und Juan José Tramutola                                                                                                 |
| 6              | 27.05.1934 | 2:3                  | Schweden                | * | Bologna (ITA)          | Achtelfinale    | Einziges Länderspiel unter Felipe Pascucci Erstes Länderspiel einer südamerikanischen Mannschaft gegen Schweden Erste Niederlage gegen eine europäische Mannschaft |
| 7              | 08.06.1958 | 1:3                  | BR Deutschland          | * | Malmö (SWE)            | Vorrunde        | Erstes Länderspiel gegen Deutschland |
| 8              | 11.06.1958 | 3:1                  | Nordirland              | * | Halmstad (SWE)         | Vorrunde        | Erstes Länderspiel einer südamerikanischen Mannschaft gegen Nordirland                                                                                             |
| 9              | 15.06.1958 | 1:6                  | Tschechoslowakei        | * | Helsingborg (SWE)      | Vorrunde        | Eine der vier höchsten Niederlagen Argentiniens Guillermo Stábile wird als Trainer abgelöst                                                                        |
| 10             | 30.05.1962 | 1:0                  | Bulgarien               | * | Rancagua (CHI)         | Vorrunde        | Erstes Länderspiel gegen Bulgarien |
| 11             | 02.06.1962 | 1:3                  | England                 | * | Rancagua (CHI)         | Vorrunde        | |
| 12             | 06.06.1962 | 0:0                  | Ungarn                  | * | Rancagua (CHI)         | Vorrunde        | Erstes Länderspiel gegen Ungarn Juan Lorenzo als Trainer abgelöst                                                                                                  |
| 13             | 13.07.1966 | 2:1                  | Spanien                 | * | Birmingham (ENG)       | Vorrunde        | |
| 14             | 16.07.1966 | 0:0                  | BR Deutschland          | * | Birmingham (ENG)       | Vorrunde        | |
| 15             | 19.07.1966 | 2:0                  | Schweiz                 | * | Sheffield (ENG)        | Vorrunde        | Erstes Länderspiel gegen die Schweiz |
| 16             | 23.07.1966 | 0:1                  | England                 | A | London (ENG)           | Viertelfinale   | Letztes Länderspiel unter Juan Lorenzo |
| 17             | 15.06.1974 | 2:3                  | Polen                   | * | Stuttgart (DEU)        | 1. Finalrunde   | |
| 18             | 19.06.1974 | 1:1                  | Italien                 | * | Stuttgart (DEU)        | 1. Finalrunde   | |
| 19             | 23.06.1974 | 4:1                  | Haiti                   | * | München (DEU)          | 1. Finalrunde   | Erstes Länderspiel gegen Haiti |
| 20             | 26.06.1974 | 0:4                  | Niederlande             | * | Gelsenkirchen (DEU)    | 2. Finalrunde   | |
| 21             | 30.06.1974 | 1:2                  | Brasilien               | * | Hannover (DEU)         | 2. Finalrunde   | |
| 22             | 03.07.1974 | 1:1                  | DDR                     | * | Gelsenkirchen (DEU)    | 2. Finalrunde   | Erstes Länderspiel gegen die DDR Letztes Länderspiel Spiel unter Vladislao Cap                                                                                     |
| 23             | 02.06.1978 | 2:1                  | Ungarn                  | H | Buenos Aires           | 1. Finalrunde   | |
| 24             | 06.06.1978 | 2:1                  | Frankreich              | H | Buenos Aires           | 1. Finalrunde   | |
| 25             | 10.06.1978 | 0:1                  | Italien                 | H | Buenos Aires           | 1. Finalrunde   | |
| 26             | 14.06.1978 | 2:0                  | Polen                   | H | Rosario                | 2. Finalrunde   | |
| 27             | 18.06.1978 | 0:0                  | Brasilien               | H | Rosario                | 2. Finalrunde   | |
| 28             | 21.06.1978 | 6:0                  | Peru                    | H | Rosario                | 2. Finalrunde   | |
| 29             | 25.06.1978 | 3:1 n. V.            | Niederlande             | H | Buenos Aires           | Finale          | Erster Weltmeistertitel Einziger Sieg gegen die Niederlande |
| 30             | 13.06.1982 | 0:1                  | Belgien                 | * | Barcelona (ESP)        | Eröffnungsspiel | Erste Niederlage eines amtierenden Weltmeisters im WM-Eröffnungsspiel                                                                                              |
| 31             | 18.06.1982 | 4:1                  | Ungarn                  | * | Alicante (ESP)         | 1. Finalrunde   | |
| 32             | 23.06.1982 | 2:0                  | El Salvador             | * | Alicante (ESP)         | 1. Finalrunde   | Erstes Länderspiel gegen El Salvador |
| 33             | 29.06.1982 | 1:2                  | Italien                 | * | Barcelona (ESP)        | 2. Finalrunde   | |
| 34             | 02.07.1982 | 1:3                  | Brasilien               | * | Barcelona (ESP)        | 2. Finalrunde   | Letztes Länderspiel unter César Luis Menotti |
| 35             | 02.06.1986 | 3:1                  | Südkorea                | * | Mexiko-Stadt (MEX)     | Vorrunde        | Erstes Länderspiel gegen Südkorea |
| 36             | 05.06.1986 | 1:1                  | Italien                 | * | Puebla (MEX)           | Vorrunde        | |
| 37             | 10.06.1986 | 2:0                  | Bulgarien               | * | Mexiko-Stadt (MEX)     | Vorrunde        | |
| 38             | 16.06.1986 | 1:0                  | Uruguay                 | * | Puebla (MEX)           | Achtelfinale    | |
| 39             | 22.06.1986 | 2:1                  | England                 | * | Mexiko-Stadt (MEX)     | Viertelfinale   | Hand Gottes |
| 40             | 25.06.1986 | 2:0                  | Belgien                 | * | Mexiko-Stadt (MEX)     | Halbfinale      | |
| 41             | 29.06.1986 | 3:2                  | BR Deutschland          | * | Mexiko-Stadt (MEX)     | Finale          | Zweiter Weltmeistertitel |
| 42             | 08.06.1990 | 0:1                  | Kamerun                 | * | Mailand (ITA)          | Eröffnungsspiel | Erstes Länderspiel gegen Kamerun |
| 43             | 13.06.1990 | 2:0                  | Sowjetunion             | * | Neapel (ITA)           | Vorrunde        | |
| 44             | 18.06.1990 | 1:1                  | Rumänien                | * | Neapel (ITA)           | Vorrunde        | |
| 45             | 24.06.1990 | 1:0                  | Brasilien               | * | Turin (ITA)            | Achtelfinale    | |
| 46             | 30.06.1990 | 0:0 n. V. 3:2 i. E.  | Jugoslawien             | * | Florenz (ITA)          | Viertelfinale   | |
| 47             | 03.07.1990 | 1:1 n. V. 4:3 i. E.  | Italien                 | A | Neapel (ITA)           | Halbfinale      | |
| 48             | 08.07.1990 | 0:1                  | BR Deutschland          | * | Rom (ITA)              | Finale          | Letztes Länderspiel unter Carlos Bilardo |
| 49             | 21.06.1994 | 4:0                  | Griechenland            | * | Boston (USA)           | Vorrunde        | Erstes Länderspiel gegen Griechenland |
| 50             | 25.06.1994 | 2:1                  | Nigeria                 | * | Boston (USA)           | Vorrunde        | Erstes Länderspiel gegen Nigeria |
| 51             | 30.06.1994 | 0:2                  | Bulgarien               | * | Dallas (USA)           | Vorrunde        | 91. und letztes Länderspiel von Diego Maradona |
| 52             | 03.07.1994 | 2:3                  | Rumänien                | * | Pasadena (USA)         | Achtelfinale    | Alfio Basile als Trainer abgelöst |
| 53             | 14.06.1998 | 1:0                  | Japan                   | * | Toulouse (FRA)         | Vorrunde        | |
| 54             | 21.06.1998 | 5:0                  | Jamaika                 | * | Paris (FRA)            | Vorrunde        | Erstes Länderspiel gegen Jamaika |
| 55             | 26.06.1998 | 1:0                  | Kroatien                | * | Bordeaux (FRA)         | Vorrunde        | |
| 56             | 30.06.1998 | 2:2 n. V. 4:3 i. E.  | England                 | * | Saint-Étienne          | Achtelfinale    | Mit diesem Länderspiel endete die längste Serie von Spielen ohne Gegentor (8 Spiele)                                                                               |
| 57             | 04.07.1998 | 1:2                  | Niederlande             | * | Marseille (FRA)        | Viertelfinale   | Letztes Länderspiel unter Daniel Passarella |
| 58             | 02.06.2002 | 1:0                  | Nigeria                 | * | Sendai (JPN)           | Vorrunde        | |
| 59             | 07.06.2002 | 0:1                  | England                 | * | Sapporo (JPN)          | Vorrunde        | 106. und letztes Länderspiel von Diego Simeone |
| 60             | 12.06.2002 | 1:1                  | Schweden                | * | Kashima (JPN)          | Vorrunde        | 78. und letztes Länderspiel von Rekordtorschütze Gabriel Batistuta (56 Tore für Argentinien)                                                                       |
| 61             | 10.06.2006 | 2:1                  | Elfenbeinküste          | * | Hamburg (DEU)          | Vorrunde        | |
| 62             | 16.06.2006 | 6:0                  | Serbien und Montenegro  | * | Gelsenkirchen (DEU)    | Vorrunde        | Einziges Länderspiel gegen Serbien und Montenegro |
| 63             | 21.06.2006 | 0:0                  | Niederlande             | * | Frankfurt (DEU)        | Vorrunde        | |
| 64             | 24.06.2006 | 2:1 n. V.            | Mexiko                  | * | Leipzig (DEU)          | Achtelfinale    | |
| 65             | 30.06.2006 | 1:1 n. V. 2:4 i. E.  | Deutschland             | A | Berlin (DEU)           | Viertelfinale   | Letztes Länderspiel unter José Pekerman Erstes verlorenes Elfmeterschießen bei einer WM                                                                            |
| 66             | 12.06.2010 | 1:0                  | Nigeria                 | * | Johannesburg (RSA)     | Vorrunde        | |
| 67             | 17.06.2010 | 4:1                  | Südkorea                | * | Bloemfontein (RSA)     | Vorrunde        | |
| 68             | 22.06.2010 | 2:0                  | Griechenland            | * | Polokwane (RSA)        | Vorrunde        | |
| 69             | 27.06.2010 | 3:1                  | Mexiko                  | * | Johannesburg (RSA)     | Achtelfinale    | |
| 70             | 03.07.2010 | 0:4                  | Deutschland             | * | Kapstadt (RSA)         | Viertelfinale   | Höchste Niederlage gegen Deutschland Letztes Länderspiel unter Diego Maradona 50. Länderspiel von Lionel Messi                                                     |
| 71             | 15.06.2014 | 2:1                  | Bosnien und Herzegowina | * | Rio de Janeiro (BRA)   | Vorrunde        | Erstes WM-Spiel gegen Bosnien und Herzegowina |
| 72             | 21.06.2014 | 1:0                  | Iran                    | * | Belo Horizonte (BRA)   | Vorrunde        | Erstes WM-Spiel gegen den Iran |
| 73             | 25.06.2014 | 3:2                  | Nigeria                 | * | Porto Alegre (BRA)     | Vorrunde        | |
| 74             | 01.07.2014 | 1:0 n. V.            | Schweiz                 | * | São Paulo (BRA)        | Achtelfinale    | Erstes K.o.-Spiel gegen die Schweiz |
| 75             | 05.07.2014 | 1:0                  | Belgien                 | * | Brasília (BRA)         | Viertelfinale   | |
| 76             | 09.07.2014 | 0:0 n. V. 4:2 i. E.  | Niederlande             | * | São Paulo (BRA)        | Halbfinale      | |
| 77             | 13.07.2014 | 0:1 n. V.            | Deutschland             | * | Rio de Janeiro (BRA)   | Finale          | |
| 78             | 16.06.2018 | 1:1                  | Island                  | * | Moskau (RUS)           | Vorrunde        | Erstes Spiel gegen Island, Javier Mascherano wird mit seinem 144. Länderspiel alleiniger argentinischer Rekordnationalspieler                                      |
| 79             | 21.06.2018 | 0:3                  | Kroatien                | * | Nischni Nowgorod (RUS) | Vorrunde        | |
| 80             | 26.06.2018 | 2:1                  | Nigeria                 | * | Sankt Petersburg (RUS) | Vorrunde        | 5. Vorrundenspiel gegen Nigeria (häufigste Vorrundenpaarung) |
| 81             | 30.06.2018 | 3:4                  | Frankreich              | * | Kasan (RUS)            | Achtelfinale    | |
| 82             | 22.11.2022 | 1:2                  | Saudi-Arabien           | * | Lusail (QAT)           | Vorrunde        | |
| 83             | 26.11.2022 | 2:0                  | Mexiko                  | * | Lusail (QAT)           | Vorrunde        | |
| 84             | 30.11.2022 | 2:0                  | Polen                   | * | Doha (QAT)             | Vorrunde        | |
| 85             | 03.12.2022 | 2:1                  | Australien              | * | ar-Rayyan (QAT)        | Achtelfinale    | |
| 86             | 09.12.2022 | 2:2 n. V.; 4:3 i. E. | Niederlande             | * | Lusail (QAT)           | Viertelfinale   | |
| 87             | 13.12.2022 | 3:0                  | Kroatien                | * | Lusail (QAT)           | Halbfinale      | |
| 88             | 18.12.2022 | 3:3 n. V.; 4:2 i. E  | Frankreich              | * | Lusail (QAT)           | Finale          | Dritter Weltmeistertitel |

Die argentinische Mannschaft erzielte ihre höchsten Siege gegen folgende Länder bei WM-Turnieren:
- Griechenland: Vorrunde 1994 - 4:0
- Iran: Vorrunde 2014 - 1:0 (einziger Sieg gegen den Iran)
- Jamaika: Vorrunde 1998 - 5:0 (höchste WM-Niederlage für Jamaika)
- Kroatien: Halbfinale 2022 - 3:0
- Niederlande: Finale 1978 - 3:1 (einziger Sieg gegen die Niederlande)
- Nordirland: Vorrunde 1958 - 3:1 (einziges Spiel gegen Nordirland)
- Peru: Zwischenrunde 1978 - 6:0
- Polen: Vorrunde 2022 – 2:0 (zudem ein 3:1 in einem Freundschaftsspiel, 2:0 in der WM-Zwischenrunde 1978 und in zwei Freundschaftsspielen)
- Serbien und Montenegro: Vorrunde 2006 - 6:0
- Südkorea: Vorrunde 2010 - 4:1
- Sowjetunion: Vorrunde 1990 - 2:0

Gegen folgende Länder kassierte die argentinische Mannschaft ihre höchsten Niederlagen bei WM-Turnieren:
- Belgien: Vorrunde 1982 - 0:1 (einzige Niederlage gegen Belgien)
- Bulgarien: Vorrunde 1994 - 0:2 (einzige Niederlage gegen Bulgarien)
- Deutschland: Viertelfinale 2010 - 0:4 (höchste Niederlage für Argentinien in einer K.-o.-Runde)
- England: Vorrunde 1962 - 1:3 (zudem noch ein 1:3 in einem Freundschaftsspiel)
- Kamerun: Vorrunde 1990 - 0:1 (einzige Niederlage gegen Kamerun)
- Kroatien: Vorrunde 2018 - 0:3
- Polen: Vorrunde 1974 - 2:3
- Rumänien: Achtelfinale 1994 - 2:3 (einzige Niederlage gegen Rumänien)
- Saudi-Arabien: Vorrunde 2022 – 1:2 (erste Niederlage gegen Saudi-Arabien)
- Schweden: Achtelfinale 1934 - 2:3 (einzige Niederlage gegen Schweden)
- Tschechoslowakei: Vorrunde 1958 - 1:6 (einzige Niederlage gegen die Tschechoslowakei)

Sieben Mannschaften kassierten ihre höchste Niederlage in einem WM-Spiel gegen Argentinien:
- Bosnien und Herzegowina: 1:2 – Vorrunde 2014 (zudem ein 0:1 gegen Nigeria, ebenfalls 2014 in der Vorrunde)
- Griechenland: 0:4 – Vorrunde 1994 (zudem ein 0:4 gegen Bulgarien, ebenfalls 1994 in der Vorrunde)
- Jamaika: 0:5 – Vorrunde 1998
- Kroatien: 0:3 – Halbfinale 2022
- Peru: 0:6 – Zwischenrunde 1978
- Serbien und Montenegro: 0:6 – Vorrunde 2006
- Sowjetunion: 0:2 – Vorrunde 1990 (zudem jeweils 0:2 gegen Brasilien/Vorrunde 1958, Schweden/Viertelfinale 1958 und Rumänien/Vorrunde 1990)

### Bilanz gegen die anderen Weltmeister bei Weltmeisterschaften
- Deutschland: 7 Spiele (davon 3× Finale), 1 Sieg, 2 Remis (1 Niederlage n. E.), 4 Niederlagen, 5:12 Tore (2:4 i. E.)
- England: 5 Spiele, 1 Sieg, 1 Remis (im Elfmeterschießen gewonnen), 3 Niederlagen, 5:8 Tore (4:3 i. E.)
- Italien: 5 Spiele (davon 1× Halbfinale), 3 Remis (davon 1× im Elfmeterschießen gewonnen), 2 Niederlagen, 4:6 Tore (4:3 i. E.)
- Brasilien: 4 Spiele, 1 Sieg, 1 Remis 2 Niederlagen, 3:5 Tore
- Frankreich: 4 Spiele, 2 Siege, 1 Remis (im Elfmeterschießen gewonnen), 1 Niederlage, 9:8 Tore (4:2 i. E.)
- Uruguay: 2 Spiele (davon 1× Finale), 1 Sieg, 1 Niederlage, 3:4 Tore
- Spanien: 1 Spiel, 1 Sieg, 2:1 Tore

## Rekorde
(Stand: 18. Dezember 2022)
- Jüngster Trainer bei einer Weltmeisterschaft war der Argentinier Juan José Tramutola mit 27 Jahren (Argentinien, 1930).
- Argentinien stellte von 1930 bis 1950 mit Guillermo Stábile den WM-Rekordtorschützen mit fünf bis acht Toren. Er war zudem erster WM-Torschützenkönig.
- Mit Mario Kempes stellte Argentinien 1978 einen weiteren Torschützenkönig.
- Die häufigste Paarung im Finale: Deutschland – Argentinien (3×, 1986, 1990 und 2014)
- Die häufigsten Paarungen bei Weltmeisterschaften: Deutschland – Argentinien und Brasilien – Schweden (je 7×)
- Gabriel Batistuta ist der einzige Spieler, dem bei zwei Weltmeisterschaften in je einem Spiel drei Tore gelungen sind (1994 gegen Griechenland und 1998 gegen Jamaika).
- Drei argentinische Spieler erzielten WM-Jubiläums-Tore:
  - 0900. Tor: Héctor Yazalde – das 1:0 beim 4:1 im Gruppenspiel gegen Haiti am 23. Juni 1974
  - 1500. Tor: Claudio Caniggia – das 1:1 beim 2:1 im Gruppenspiel gegen Nigeria am 25. Juni 1994
  - 2700. Tor: Lionel Messi – das 2:0 beim 2:2 n. V. im Viertelfinale gegen die Niederlande am 9. Dezember 2022
- Dreimal wurden Argentinier als beste Spieler des Turniers ausgezeichnet: 1986 Diego Maradona und 2014 sowie 2022 Lionel Messi (als einziger Spieler zweimal). Beide sind die einzigen Spieler, die auch bei der U-20-Fußball-Weltmeisterschaft als beste Spieler des Turniers ausgezeichnet wurden.
- Lionel Messi bestritt die meisten WM-Spiele (26) und stand die längste Zeit auf dem Platz (2314 Minuten)
- Die meisten Tore bei 3 Turnieren:
  - 1930: 18 in 4 Spielen
  - 1978: 15 in 7 Spielen (ebenso die Niederlande)
  - 1986: 14 in 7 Spielen
- Argentinien war am häufigsten erster WM-Gegner: 7× (1934 für Schweden, 1962 für Bulgarien, 1994 für Griechenland, 1998 für Japan, 2006 für die Elfenbeinküste, 2014 für Bosnien und Herzegowina sowie 2018 für Island)

## Negativrekorde
- Argentinien verlor als erste südamerikanische Mannschaft ein WM-Finale gegen eine europäische Mannschaft: 1990 gegen Deutschland in Rom (Italien) und als erste südamerikanische Mannschaft ein WM-Finale gegen eine europäische Mannschaft in Südamerika: 2014 ebenfalls gegen Deutschland
- Die erste Rote Karte in einem WM-Finale erhielt Pedro Monzón im Endspiel gegen Deutschland 1990.
- 2006 erhielt der Argentinier Cufré für eine Tätlichkeit nach Spielende einen Platzverweis, ohne im Spiel eingesetzt worden zu sein.
- Die meisten Gelben Karten bei einem Turnier:
  - 1962: 1 in 3 Spielen
  - 1986: 12 in 7 Spielen
  - 1990: 22 in 7 Spielen (WM-Negativrekord zusammen mit den Niederlanden, 2010)

## Elfmeterschießen
Argentinien bestritt von allen Mannschaften die meisten Elfmeterschießen bei Weltmeisterschaften und konnte die meisten gewinnen. Erfolgreichste Schützen sind Lionel Messi (3), José Serrizuela, Jorge Burruchaga, Maxi Rodríguez, Leandro Paredes und Gonzalo Montiel, die in mindestens zwei Elfmeterschießen zweimal trafen. Das einzige verlorene Elfmeterschießen war gegen Deutschland, die in dieser Disziplin bei Weltmeisterschaften zweiterfolgreichste Mannschaft (4 von 4 Elfmeterschießen gewonnen).
| Datum      | Gegner      | Anlass        | Ausgang | Erfolgreiche argentinische Schützen                                    | Argentinische Fehlschützen       | Erfolgreiche argentinische Torhüter | Besonderheiten |
| ---------- | ----------- | ------------- | ------- | ---------------------------------------------------------------------- | -------------------------------- | ----------------------------------- | --- |
| 30.06.1990 | Jugoslawien | Viertelfinale | 3:2     | José Serrizuela, Jorge Burruchaga, Gustavo Dezotti                     | Diego Maradona, Pedro Troglio    | Sergio Goycochea (2×)               | Zudem ein Lattentreffer eines jugoslawischen Spielers                                                              |
| 03.07.1990 | Italien     | Halbfinale    | 4:3     | José Serrizuela, Jorge Burruchaga, Julio Olarticoechea, Diego Maradona | –                                | Sergio Goycochea (2×)               | Der 5. Argentinier musste nicht mehr antreten                                                                      |
| 30.06.1998 | England     | Achtelfinale  | 4:3     | Sergio Berti, Juan Sebastián Verón, Marcelo Gallardo, Roberto Ayala    | Hernán Crespo                    | Carlos Roa (2×)                     | |
| 30.06.2006 | Deutschland | Viertelfinale | 2:4     | Julio Cruz, Maxi Rodríguez                                             | Roberto Ayala, Esteban Cambiasso | –                                   | Da beim Stand von 2:4 der fünfte Argentinier das Ergebnis nicht mehr ändern konnte, musste er nicht mehr antreten. |
| 09.07.2014 | Niederlande | Halbfinale    | 4:2     | Lionel Messi, Ezequiel Garay, Sergio Agüero, Maxi Rodríguez            | –                                | Sergio Romero (2×)                  | Der 5. Argentinier musste nicht mehr antreten                                                                      |
| 09.12.2022 | Niederlande | Viertelfinale | 4:3     | Lionel Messi, Leandro Paredes, Gonzalo Montiel, Lautaro Martínez       | Enzo Fernández                   | Emiliano Martínez (2×)              | |
| 18.12.2022 | Frankreich  | Finale        | 4:2     | Lionel Messi, Paulo Dybala, Leandro Paredes, Gonzalo Montiel           | –                                | Emiliano Martínez (1×)              | Zudem ein Schuss neben das Tor eines Franzosen. Der 5. Argentinier musste nicht mehr antreten                      |